# Rikishi (sumo)
Un rikishi (力士), sumōtori (相撲取り) o, mas coloquialmente, osumōsan (お相撲さん), es un luchador de sumo. Aunque el término se utiliza para definir a todos los luchadores que participen en los combates de dicho deporte, este es frecuentemente utilizado para referirse a los luchadores de sumo profesional empleados en la Asociación Japonesa de Sumo y los cuales participan en los torneos (llamados honbasho) celebrados anualmente en Japón, el único país en donde el sumo es practicado a nivel profesional.
Los rikishi profesionales siguen ritos y tradiciones que se remontan al período Edo, y por ende, deben seguir códigos y costumbres que rigen su vida diaria y que además los distinguen de otros artistas marciales. Su vida profesional orbita al rededor de la observancia de las reglas tradicionales que se aplican tanto a su vida en la comunidad hasta incluso en la manera en la que se visten, esta última variando dependiendo del rango que el luchador haya alcanzado durante su carrera.
De diferentes nacionalidades, los rikishi son los únicos empleados de la Asociación Japonesa de Sumo que pueden llegar a administrar la organización y formar parte del gabinete de directores de la misma una vez que se hayan retirado. Sin embargo, solo a una pequeña fracción de luchadores se le es ofrecida esta oportunidad, dejando a la gran mayoría de los retirados en una posición bastante precaria.
El número de rikishi activos tuvo su punto más álgido en mayo de 1994, con un total de 943 luchadores, justo en la cima de la popularidad del dúo "WakaTaka", sin embargo, este número ha declinado a 599 para enero de 2024. El declive en la cantidad de reclutas que aplican para ser luchadores profesionales es un tema importante en el sumo, ya que regularmente se registran números récord muy bajos, poniendo en riesgo la existencia del deporte.

## Terminología
En el uso popular, el término rikishi se refiere solamente a los luchadores de sumo profesional y es una alternativa al término sumōtori (相撲取り, literalmente "practicante de sumo") o al más coloquial osumōsan (御相撲さん o お相撲さん, literalmente "honorable señor sumo"). Ha sido destacado por varios autores como Dorothea Buckingham y Mark Schilling que estos términos deben ser usados preferentemente para referirse a los luchadores de sumo, ya que el sumo en sí mismo tiene muy poco o casi nada en común con la lucha grecorromana, siendo más cercano al judo o el aikido. También se ha recalcado que es un error llamar "luchadores" a los competidores de los combates de sumo.
Los dos caracteres kanji que componen la palabra rikishi tienen los significados de "fuerza" o "poder" (力) y "guerrero" o "samurai" (士); respectivamente, y más idiomáticamente, el término puede ser definido literalmente como "hombre fuerte" o "guerrero poderoso".
El término sumōtori es a menudo definido como un nombre colectivo más apropiado para referirse a los luchadores como grupo o individuos. El mismo término proviene de la abreviación de la palabra sumo no toride (相撲の取手), utilizado a principios del período Edo para definir a los luchadores de sumo. No hay ninguna implicación jerárquica entre rikishi y sumōtori, ambos términos siendo intercambiables. Sin embargo, algunos luchadores prefieren ser referidos por el término osumōsan.
Otros términos más prestigiosos existen para referirse a aquellos luchadores que hayan alcanzado las dos divisiones más altas en el sumo profesional (jūryō y makuuchi). La palabra sekitori se refiere exclusivamente a un rikishi de alto rango, con un estatus más significativo, privilegios y un salario mayor que el de sus contrapartes, excluyendo así a los de bajo rango. Los luchadores calificados como sekitori también reciben el sufijo "-zeki" (関【ぜき】, literalmente "barrera") al final de sus nombres de ring (shikona). Este término, encontrado también en los rangos sekitori (関取), ōzeki (大関) y sekiwake (関脇), proviene de la palabra sekisho (関所), una barrera en los caminos que se utilizaba para controlar el movimiento de las personas de un lugar a otro en Japón. En el Japón feudal, muchos luchadores eran reclutados de los grupos de hombres grandes y fuertes que resguardaban los sekisho. Luego, el sufijo "-zeki" paso a significar un "rendimiento invicto" en el sumo profesional.

## Historia

### Orígenes de los luchadores

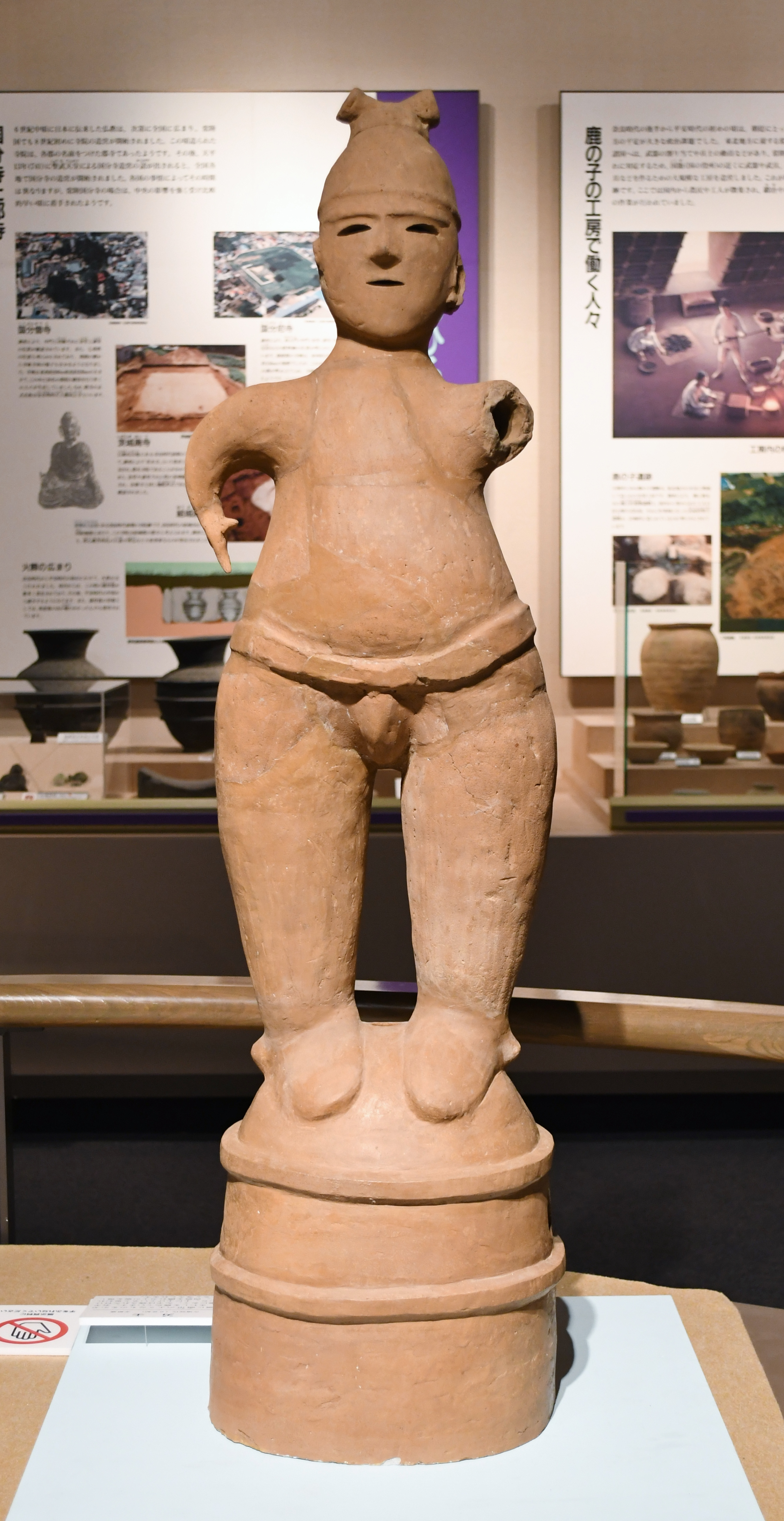
Haniwa de un luchador de sumo.

Varias menciones a luchadores pueden ser encontradas en tradiciones que preceden al surgimiento del sumo en Japón, dispersas en diferentes partes del continente asiático. En Corea, dentro de las tumbas del valle de T'ung-kou; se pueden visualizar murales que representan a luchadores vistiendo una especie de taparrabo aparentemente realizando duelos de lucha para el placer de los nobles cortesanos. Indicios de diversas actividades de lucha han sido demostradas tras la exhumación de las estatuillas haniwa de lo que parecen ser luchadores utilizando vestimenta de lucha coreana que se remontan al período Kofun. Después de la incorporación del sumo en los mitos y leyendas japonesas, empezaron a surgir historias de luchadores poderosos en el Nihon Shoki (uno de los primeros registros históricos de Japón), y con ello los primeros registros de combates realizados durante el período del Reinado Yamato. Al mismo tiempo la función del luchador de sumo empezó a aparecer bajo el término sumai-bito (相撲人, literalmente "persona de sumo"). Estos últimos eran conscriptos de las provincias enviados a la corte Heian como un tributo organizado por los gobernadores locales los cuales, con el objetivo de suministrar participantes a las festividades de la corte, le ordenaban a las comunidades enviar a la capital a aquellos hombres que tuviesen cualidades para la lucha, carrera de caballos y arquería. Aunque para aquel tiempo los luchadores gozaban de un cierto grado de reconocimiento, con algunos incluso siendo reclutados para ser guardias en el palacio real, enviar a luchadores era una obligación en todo el territorio de Japón, y cualquier retraso era castigable con el encarcelamiento. En el año 821, varios códigos parecidos a la primera etiqueta implementada en el deporte, se introdujeron en la corte para poder organizar los torneos realizados durante los banquetes. Tras el ascenso al poder del clan Minamoto, el sumo y sus luchadores pasaron de ser una simple práctica de entretenimiento en la corte a ser un verdadero arte marcial con características militares. Durante el período Sengoku, Oda Nobunaga convirtió al sumo en un deporte popular, ayudado con el surgimiento de las grandes ciudades (como Edo, Osaka, Sendai y Nagoya), las cuales muy pronto empezaron a disputarle el monopolio a la ciudad capital de Kioto, en aquel momento la única metrópolis en todo Japón. Estos nuevos centros culturales vieron el surgimiento de grupos de lucha tanto del lado de los plebeyos como de las clases nobles guerreras, las cuales formaban parte de las festividades en los santuarios.

### Período Edo y estructuración del sumo
Durante el período de paz establecido por el shogunato Tokugawa, Japón experimentó un período de indigencia sin precedentes en varios grupos de samurai los cuales habían perdido sus privilegios sociales otorgados por sus antiguos maestros, estos últimos siendo depuestos o asesinados para que el shogunato pudiera adquirir el control del país. Estos samurai sin maestro, denominados rōnin, no podían participar en ninguna actividad bajo este estatus social sin el riesgo a ser castigados, y con el nuevo período de paz, se volvió casi imposible ser reclutado por los señores locales los cuales ya no necesitaban organizar un séquito militar considerable. Durante el mismo período, el sumo se fue estableciendo a sí mismo como un deporte popular, y dos extremos coexistieron al mismo tiempo. Por un lado estaban ciertos clanes poderosos (como el Kishū Tokugawa, Maeda, Ikeda, Matsudarai, Sakai y Hosokawa) que formaban grupos de luchadores organizados en casas reales llamadas geisha-gumi (芸者組, literalmente "grupo de geisha"), y los elevaban al estatus de vasallos. En el otro lado, estaban los grupos de rōnin que no tenían opción más que utilizar sus habilidades marciales para competir en torneos de sumo callejeros llamados tsuji-zumō (辻相撲, tsuji-sumo, literalmente "luchas de esquinas de calle"), para el entretenimiento de los peatones. De manera similar, varios grupos de sumo callejeros se formaron y empezaron a hacer giras por todo Japón, a veces con la ayuda de templos que ocasionalmente los reclutaban para formar parte de las festividades religiosas y también para que los sacerdotes pudiesen recaudar fondos para la construcción de nuevos templos.

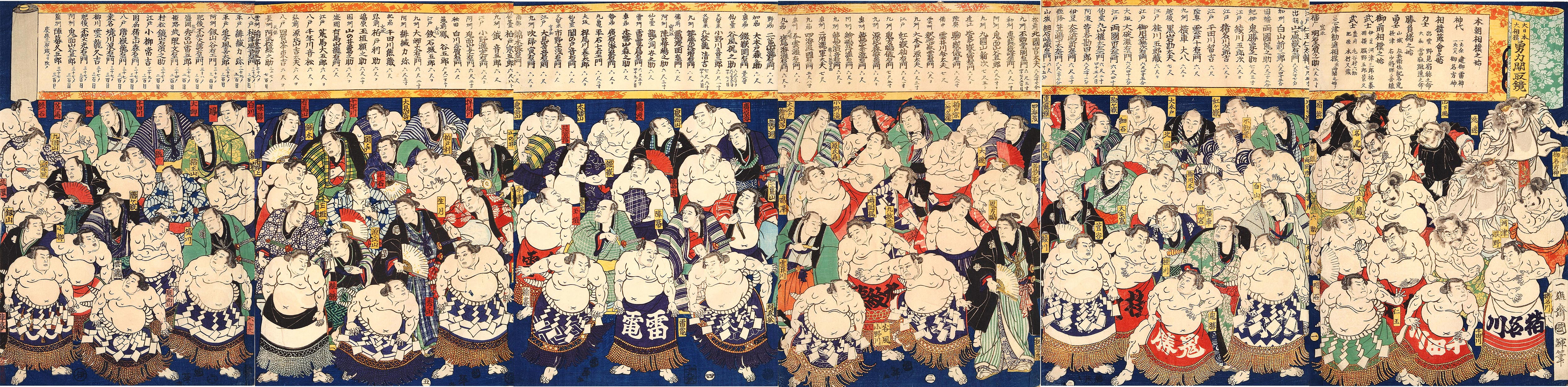
Ilustración de Poderosos Luchadores de Sumo Profesional en Japón realizada por Utagawa Kuniteru II (1867).

Eventualmente, los intercambios entre los rōnin deshonrados y los plebeyos que formaban parte de los enfrentamientos en los torneos, generó varios conflictos relacionados a apuestas de dinero. Como resultado hubo muchas peleas e incluso hasta muertos por esto. Durante el período Keian, el orden público se alteró tanto que en 1648, las autoridades de Edo emitieron un edicto que prohibió los combates de sumo callejeros y aquellos eventos que se organizasen con el objetivo de levantar fondos durante las festividades. Estos edictos, sin embargo, no se detuvieron allí, teniendo un impacto mucho mayor sobre los luchadores por más de treinta años con la publicación de una orden de prohibición del uso del shikona, o nombre de ring, una tradición observada desde el período Muromachi. Al mismo tiempo, se enviaron instrucciones a los señores locales para que recortaran costos en el mantenimiento de sus grupos, por lo que la existencia de los luchadores avasallados cesó totalmente. En las siguientes dos décadas, los luchadores, ahora sin ningún tipo de ingreso, decidieron enviar una petición a las autoridades para que levantasen la prohibición, formando coaliciones de intereses para protegerse entre ellos mismos de cualquier represión violenta en su movimiento.
En 1684, un rōnin llamado Ikazuchi Gondaiyū (雷 権太夫), líder de una de estas coaliciones, obtuvo el permiso para realizar un torneo después de haber propuesto una nueva etiqueta asociada a la organización de los mismos. De hecho, la sistematización del sumo en Edo (con la introducción del primer dohyō y el uso estricto de los primeros cuarenta y ocho kimarite) fue de la mano con la autorización de los torneos de sumo. Dado que el sumo inevitablemente se sistematizó, se implementaron nuevos métodos de clasificación tras el desarrollo en el uso del banzuke y la introducción de los rangos, komusubi, sekiwake y ōzeki'.

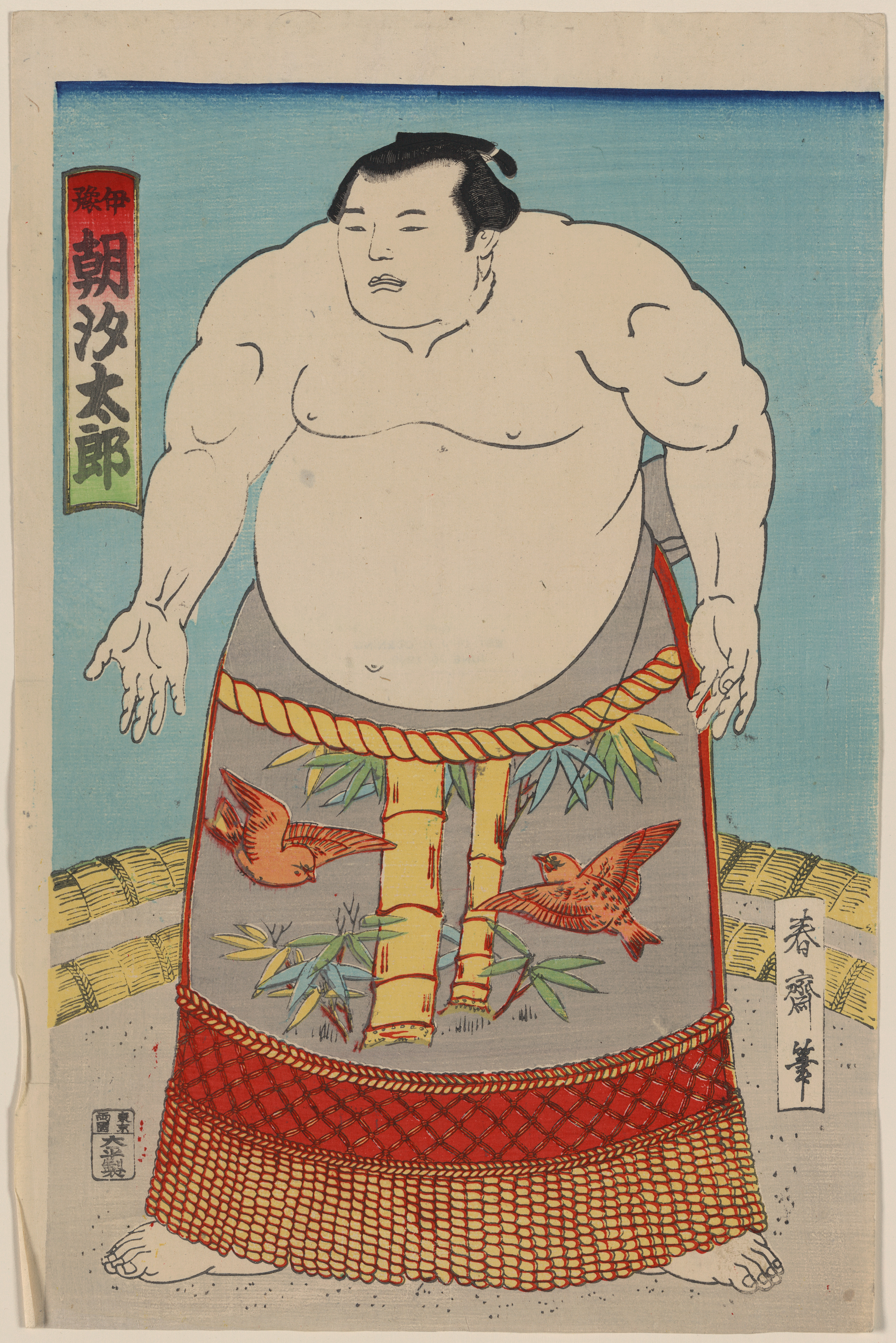
El ōzeki Asahio Tarō I con su keshō-mawashi portando el blasón de los "gorriones y el bambú" (take ni suzume) del clan Date, ya que este luchaba para el Dominio Uwajima.

Al rededor del año 1717, los señores locales, los cuales cesaron en el mantenimiento de sus grupos de luchadores, revivieron esta práctica. La palabra rikishi también empezó a aparecer junto al término más específico de kakae-rikishi (抱え力士, literalmente "luchador abrazado" o "luchador retenido"), el cual se refería a aquellos luchadores que se beneficiasen del patronaje de un señor local. Con el surgimiento de la etiqueta del sumo, diferencias notables empezaron a aparecer entre los luchadores asociados a un señor local y aquellos que no estaban bajo la protección de alguno de estos. Por ejemplo, a los kakae-rikishi se les fue permitido portar dos espadas, mientras que los luchadores sin señor portaban solo una, o a veces una daga. Los luchadores que formaban parte de los torneos pero que no contaban con el patronaje de un señor local no poseían el estatus de samurai o un salario regular por lo que estos dependían en gran medida de las donaciones que pudiesen recibir de los organizadores de los torneos o de sus admiradores. Su participación en los torneos estaba motivada en particular por el hecho de que estos podían ser reclutados por las casas de los señores locales si su rendimiento y popularidad eran buenos, y también por el hecho de que estos recibían alojamiento y comida mientras durase el evento. En esos días el sistema de promoción era decidido por los organizadores de los torneos los cuales distribuían las ganancias entre los ancianos, y estos a su vez lo distribuían entre sus luchadores. Aquellos luchadores bajo la protección de un señor local recibían bonos obteniendo así cierta seguridad económica mientras que los demás se mantenían en la pobreza.
Los luchadores de los señores locales recibían el estatus de samurai y un salario regular. A estos se les permitía participar como invitados especiales en los torneos oficiales organizados con la aprobación de las autoridades de los santuarios. Durante estos torneos, ellos representaban el poder del dominio al cual pertenecían, y portaban el símbolo de su señor en grandes delantales llamados keshō-mawashi. Como representantes de su dominio, los luchadores asistían a los torneos al pie del ring, y podían cuestionar aquellas decisiones desfavorables para su señor como parte de la rivalidad entre los clanes. Para evitar confrontaciones, se volvió costumbre declarar empates o posponer la decisión en cuanto al resultado de los combates.
Dado que el sumo profesional estaba intrínsecamente vinculado a los dominios de los señores locales, el deporte también reflejaba su salud y la situación política de Japón. Durante la era Tenpō, el sistema feudal se vio golpeado por hambrunas y rebeliones, y los luchadores que formaban parte de los torneos gradualmente se empezaron a retirar para así realizar sus funciones en las casas de los daimyo que los mantenían. Con esta falta de figuras populares en el sumo, el público gradualmente empezó a desasistir a los torneos, provocando una recesión dentro de las diferentes asociaciones de sumo. Durante el período del bakumatsu, el sistema feudal colapsó, conllevando a un período de incertidumbre acerca del futuro del deporte y por ende de los luchadores. No obstante, el sumo ha tenido éxito en establecerse a sí mismo como un deporte popular, siendo luego reconocido como el deporte nacional de Japón, permitiendo así la supervivencia del estatus de los luchadores.

### Restauración Meiji y movimientos sociales
Tras la Restauración Meiji y la abolición del sistema han, los luchadores perdieron el patronaje de los señores locales, los cuales ya no podían mantener los grupos por sí mismos. Con la pérdida de la seguridad económica y el estatus social, vino un período de semi censura del sumo tras la adopción de la cultura occidental. Durante este tiempo, el sumo era percibido como algo indigno y de poco valor en la nueva era, ya que los combates eran vistos como algo barbárico y la semi desnudez de los luchadores como algo impactante. Con la desaparición de la protección del gobierno, algunos luchadores se reorganizaron en cuerpos de bomberos. Al mismo tiempo, en 1871, varios círculos políticos se organizaron con el objetivo de preservar algunas de las tradiciones autóctonas de Japón, como por ejemplo, el privilegio de los luchadores de utilizar el chonmage (coleta) típico del samurai. Con la ausencia del patronaje de los señores locales, se reveló que había una crisis social entre los luchadores, los cuales ahora criticaban abiertamente la distribución de las ganancias obtenidas en los torneos de caridad. Cuando el Emperador Meiji ordenó que se realizara un combate en frente de él en 1884, los luchadores Umegatani I y Ōdate le generaron un impacto tan grande que hizo que su actitud hacia el deporte cambiara, y con ello la actitud de los grupos imperialistas que abogaban por la abolición del sumo, restaurando así la reputación y popularidad del deporte.

Aunque el sumo continuó por sí mismo, el período Meiji también estuvo marcado de los primeros movimientos sociales en la historia del sumo profesional. En los años 1870, la primera revuelta de luchadores fue organizada por Takasago Uragorō (en aquel momento Takamiyama) los cuales pedían un mejor trato (sin éxito inicial) y la separación de la Asociación de Sumo de Tokio antes de fusionarse otra vez. Después del movimiento inicial, un número de reformas fueron introducidas para adaptar las competiciones al nuevo contexto político y económico que Japón estaba atravesando, sobre todo las relacionadas a la distribución de mejores salarios basándose en los resultados de los luchadores. Los movimientos sociales dentro del sumo no cesaron, sin embargo, en 1911 una protesta llevada a cabo por los luchadores de bajo rango abogó por una nueva reforma en los salarios, asegurando un bono (compuesto de un pago en efectivo y un depósito en un fondo de pensión) distribuido entre todos los luchadores que no fuesen ōzeki o yokozuna (los dos rangos más altos en el sumo). En 1923, otra protesta conocida como el Incidente Mikawajima demandaba mejores pensiones para los luchadores y esta fue liderada por el yokozuna Ōnishiki, sin éxito alguno. Finalmente, en 1932 (era Taishō), se desarrolló la última gran protesta tras el Incidente Shunjuen, la cual abogaba por una reforma fundamental en la recién fundada Asociación Japonesa de Sumo y conllevó a una renuncia masiva de luchadores como nunca antes se había visto en el sumo profesional. Finalmente, la situación se calmó y el sumo disfrutó de un nuevo auge en su popularidad, en gran parte gracias al yokozuna Futabayama.

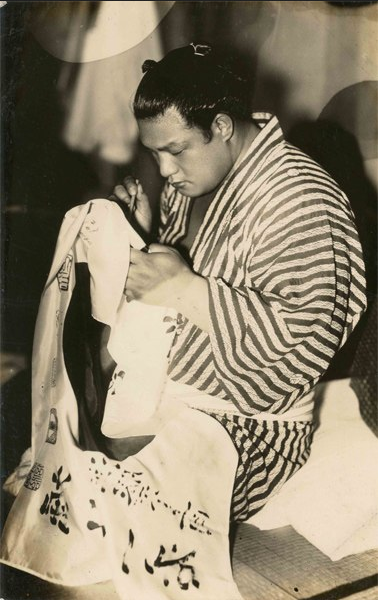
El yokozuna Futabayama firmando una bandera de la buena suerte durante la guerra.

Durante la segunda guerra Sino-Japonesa, el sumo emergió como un deporte de orgullo, conducido por un fuerte sentimiento nacionalista y con un arraigo tan grande que otros deporte occidentales (como el béisbol) eran denunciados o rechazados. Como embajadores de este sentimiento nacionalista, los luchadores de sumo eran enviados de gira a la Manchuria ocupada y a China para combatir en frente de los soldados. Con el punto de inflexión de la guerra en 1943, las competiciones fueron interrumpidas. El bombardeo de Tokio se cobró la vida de varios luchadores, y aquellos que sobrevivieron fueron reclutados tanto en el ejército como en la marina de Japón, o incorporados a unidades de trabajo provincial. Algunas figuras populares del deporte también fueron obligados a dejar las competiciones, este fue el caso de Tochinishiki el cual se retiró de la asociación para ser reclutado en la marina estacionada en Arai, Shizuoka, durante el período de 1944–1945, o también Yoshibayama, recién promovido a la división jūryō, y que luego fue reclutado durante el período de 1943–1946 recibiendo luego un disparo en el muslo izquierdo.
En los años 60, los luchadores de sumo se convirtieron otra vez en un símbolo de Japón, con la organización de las primeras giras internacionales de sumo profesional desde los años 30. En el verano de 1965, Taihō, Kashiwado y Sadanoyama formaron parte de un grupo de ocho luchadores que fueron enviados a la Unión Soviética con la invitación del gobierno ruso para llevar a cabo combates como gesto de buena voluntad. Dado que los luchadores combaten vistiendo únicamente su mawashi (cinto de lucha), la prensa se hizo eco de la noticia, calificando a la delegación de rikishi como los "embajadores desnudos".

## Estilo de vida
La vida de un rikishi en primer lugar, esta orientada hacia la estricta obediencia de las reglas del sumo y al respeto absoluto de sus maestros y superiores. Envuelto al rededor de una estricta jerarquía que puede ser vista como "anticuada" o "feudal", la vida de un luchador de sumo esta en realidad basada, sobre todo, en sus habilidades personales, dado que sus resultados–y la garantía de más victorias que derrotas en los torneos oficiales (llamados honbasho)–son la única garantía para el éxito en el deporte. Con el éxito viene el progreso dentro de la jerarquía del sumo, la cual no se trata tanto del rango si no del estatus que el luchador haya obtenido, y que luego determinará su tipo de vestimenta, el salario y el trato que recibirá de parte de sus colegas.
El luchador profesional de sumo esta sometido a un estilo de vida bastante reglamentado. La Asociación Japonesa de Sumo prescribe el comportamiento de sus luchadores con considerable detalle. Por ejemplo, la asociación le prohíbe a los luchadores manejar automóviles para evitar peligros, aunque esto es en parte necesario debido a que los luchadores son muy grandes como para sentarse detrás de un volante.

### Reclutas
Reclutar a jóvenes prospectos es un aspecto esencial para poder preservar una cantidad adecuada de luchadores en el deporte. Desde los años 70, el sumo ha desarrollado un sistema de reclutamiento intensivo. Los grandes establos han establecido redes de reclutamiento por todo el país, ayudados en parte por las organizaciones de patrocinadores a nivel nacional, con luchadores retirados y miembros de organización cumpliendo el rol de reclutadores para los establos. Tampoco es raro que algún conocido del maestro de establo, o incluso un luchador, traiga a potenciales aprendices a un establo en especifico. En las giras provinciales, los maestros siempre están en la búsqueda de potenciales talentos. A pesar de los esfuerzos hecho por los maestros para atraer nuevos talentos, es común el caso de jóvenes luchadores los cuales se motivan a unirse al establo debido a la reputación y logros del actual maestro.
Desde 1973, todos los aspirantes deben haber completado por lo menos el grado básico de educación obligatoria. En el sistema educativo japonés, esto significa haberse graduado de los primeros seis años de escuela primaria y los tres años de escuela secundaria. Para enero de 2024, los reclutas ya no están sujetos a estándares físicos. Sin embargo, esto ha sido siempre objeto de revisión, con la introducción de un mínimo de 1,67 metros (5 pies y 51⁄2 pulgadas) y 67 kilogramos (148 libras) en 2012, reemplazando la necesidad de los reclutas de tener 1,73 metros (5 pies y 8 pulgadas) y 75 kilogramos (165 libras) a principios de los 2000. Con excepciones en el reclutamiento basado en otras condiciones especiales, todos los luchadores deben tener menos de veintitrés años de edad. Antes de la abolición de los prerrequisitos de peso y altura, los jóvenes aspirantes eran sometidos a un examen físico para poder confirmar que estos cumpliesen con los requerimientos para poder competir. Para cumplir con los criterios de altura, algunos luchadores incluso se llegaban a inyectar silicona en la parte superior de sus cabezas para obtener algunos centímetros adicionales, una práctica que hoy en día esta prohibida. Con la abolición de los prerrequisitos de peso y altura, la Asociación Japonesa de Sumo empezó a juzgar a los nuevos reclutas a través de una prueba atlética, reintroducida en abril de 2024 por primera vez en doce años. La prueba consiste de siete exámenes físicos (fuerza de espalda, fuerza de agarre, saltos horizontales en repetición, arrojamiento de bola, parada de manos, salto de longitud estático y una carrera de cincuenta metros planos).
En el sumo profesional, la mayoría de los nuevos aspirantes se inscriben en marzo, al final del año escolar en Japón. Luego, es requerido que todos los nuevos luchadores asistan a la Escuela de Sumo, ubicada en el Ryōgoku Kokugikan, donde pasaran seis meses aprendiendo los movimientos básicos, así como también caligrafía, historia, jinku (canciones tradicionales) y medicina deportiva. Si un nuevo recluta experimenta una buena racha en sus resultados y además alcanza el rango de sekitori antes de completar el curso en la Escuela de Sumo, es aceptado que este no tenga que formar parte de las lecciones, aunque todos los luchadores que se han encontrado en esta situación han decidido no utilizar este derecho (como por ejemplo Endō e Ichinojō). En 2023, Hakuōhō se convirtió en el primer luchador en la historia del sumo en ganarse su promoción a sekitori antes de asistir a cualquiera de las clases de la escuela, no obstante este igual decidió participar en las lecciones.

### Rangos
El sumo profesional clasifica a sus luchadores en seis divisiones, en adición al estatus de maezumō, bajo el cual los nuevos reclutas sin estatus de tsukedachi se desarrollan primero. En la división más alta, el makuuchi, existen cinco rangos diferentes. Un estatus paralelo a la jerarquía tradicional también existe con el estatus de tsukedachi. Esto le permite a los luchadores que han competido y tenido éxito en la escena nacional amateur empezar su carrera con un rango más ventajoso en las divisiones sandanme y makushita.
Las estadísticas arrojan que solo un luchador de entre cincuenta logra llegar a la división jūryō, uno de entre cien logra llegar a la división makuuchi, y solo uno de entre cuatrocientos logra hacerse con el rango de yokozuna. Así pues, la gran mayoría de los luchadores terminan retirándose del sumo sin haber alcanzado nunca los rangos asalariados (sekitori).

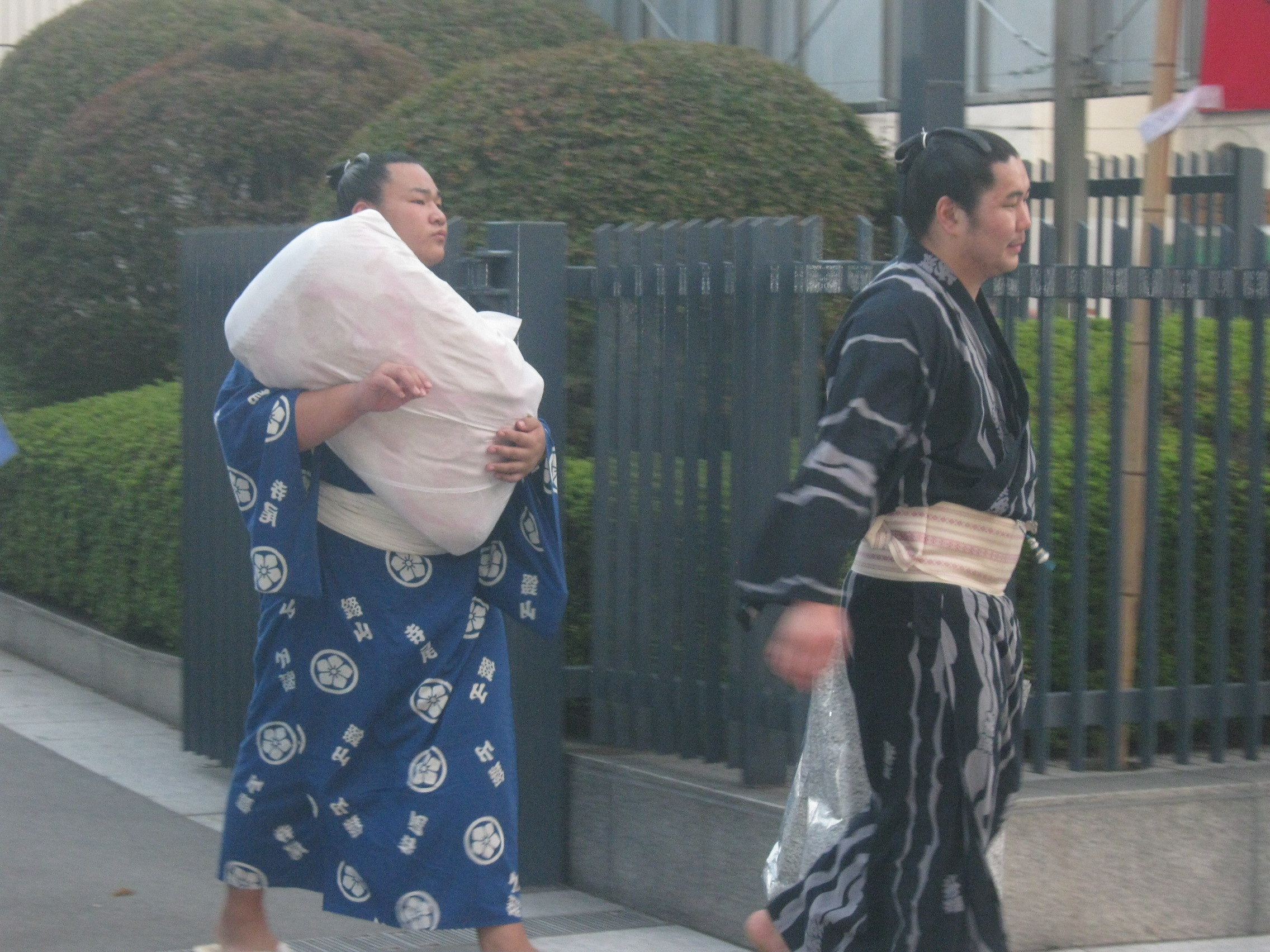
Un luchador de rango bajo cargando las pertenencias de un sekitori (entrada del Ryōgoku Kokugikan en 2009)

Se espera que los luchadores de más bajo rango obedezcan y funjan como asistentes de sus entrenadores y de los luchadores con rango de sekitori, es decir de todos aquellos en la división jūryō o más arriba. En los bajos rangos, sin embargo, la cuestión de la senioridad y el rango ha generado algunos matices en la manera en la que los luchadores son tratados. Por ejemplo, en el sandanme, los luchadores ya no tienen que hacer estas ingratas tareas y además le son dadas algunas libertades adicionales dentro del establo. En la división arriba de esta, el makushita, los luchadores tienen aun mas derechos y ya son considerados lo suficientemente experimentados como para enseñarle lo básico del sumo a los nuevos reclutas. Cuando llega el retiro, los luchadores que hayan alcanzado el makushita y hayan permanecido el suficiente tiempo en el sandanme, son elegibles para un trabajo ofrecido por la Asociación Japonesa de Sumo y también una gratificación de retiro.
En el establo, los luchadores de alto rango (e incluso algunos de bajo rango) tienen autoridad sobre los más jóvenes, obteniendo así el título de anideshi (兄弟子, literalmente "gran hermano"), permitiéndoles ejercer autoridad, sobre todo en los entrenamientos, sobre sus ototodeshi (弟弟子, literalmente "pequeño hermano"); es decir, los luchadores de menos rango que ellos. Sin embargo, los anideshi a veces han ejercido esta autoridad de una manera violenta, y muchos de los escándalos de violencia en el sumo profesional han sido por su culpa.
Cuando un luchador alcanza los rangos del jūryō, este se convierte en un sekitori y su vida diaria cambia completamente, con muchas de sus necesidades siendo atendidas por otros. La diferencia en el tratamiento entre los luchadores clasificados como sekitori y aquellos que no lo están, es tan abismal, que incluso existe una expresión que dice que los dos estatus son como "cielo e infierno". Un luchador con rango de sekitori disfruta de varios privilegios. A este se le es asignado como mínimo un tsukebito (asistente), el cual actuará como su sirviente personal, ayudándole a vestirse y prepararse, cargando sus pertenencias, ayudándole a bañarse, actuando como su secretario o haciéndose cargo de diligencias específicas en nombre de su superior. En la medida que el sekitori escale más rangos en la jerarquía, este va ganando el derecho a tener más asistentes. Los luchadores que clasifican como sekitori tienen los privilegios adicionales. Estos incluyen el tener su nombre pintado a mano junto al de su patrocinador en los nobori (banderines), los cuales son posicionados en las entradas de las arenas durante los honbasho. Al rededor del ring, los sekitori tienen derecho a número de pequeños beneficios, como toallas personalizadas durante las preparaciones previas al combate. Mientras esperan por su combate, los luchadores con rango en la división makuuchi tienen derecho a sentarse en su propio zabuton (cojín) personalizado. Estos, a menudo donado por los patrocinadores, están elaborados de seda con aproximadamente veinte centímetros de relleno y además portan el nombre del luchador. Detrás de escena, los luchadores son distribuidos en los cuartos de preparación de acuerdo a sus rangos. Mientras más rango tenga un luchador, más lejos es posicionado de la puerta. En lo más alto de la jerarquía, el yokozuna, es posicionado al final del cuarto en el último lugar. Para transportar sus pertenencias, los sekitori utilizan un akeni (明荷), una caja de bambú y washi que data del período Edo y que sirve como bolso de equipaje. Cada luchador tiene un akeni con su nombre. En lo más alto de la jerarquía, al yokozuna se le es permitido tener tres, ya que este carga con más regalías.

### Vida en el establo

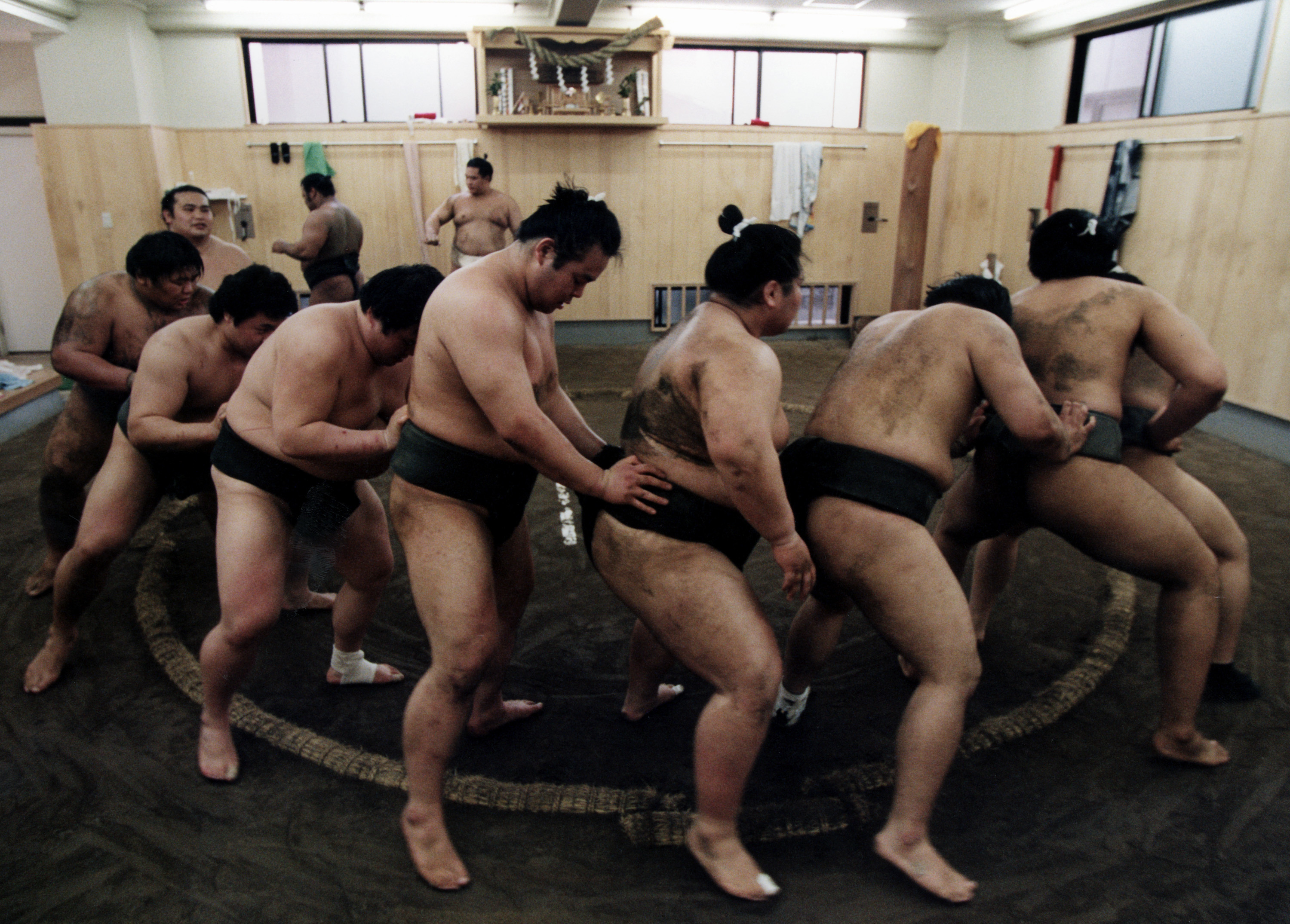
Sesión de entrenamiento en el Heya Tomozuna en 1998.

La vida en el mundo del sumo se centra al rededor de los establos de entrenamiento, a los cuales todos los luchadores deben pertenecer. La gran mayoría de los luchadores, incluyendo a los más jóvenes, viven en su establo al estilo de un dormitorio: entrenando, limpiando, comiendo, durmiendo y socializando todos juntos. Dado que los miembros de un establo conviven en fraternidad al estilo de un familia, estos tienen prohibido combatir con otro miembro de su establo durante los torneos.
La manera en la que un luchador es tratado en el establo dependerá mayormente de su rango. Los luchadores en las divisiones más bajas se levantan en la madrugada (por lo general a las cuatro o cinco) para realizar las tareas matutinas y calentar antes del primer entrenamiento en ayunas. Justo antes de la sesión, el equipo de cocina del día comienza sus preparativos. Los ejercicios realizados por los luchadores en la mañana están diseñados para agotarlos y levantar su "espíritu de lucha", y estos son repetidos cada mañana sin excepción. Gradualmente, los demás luchadores se van incorporando por rango a la sesión de entrenamiento y el maestro de establo solo aparece una vez que los luchadores del sandanme han comenzado a entrenar. Los luchadores que ostentan el rango de sekitori por lo general se van incorporando de últimos, a menudo a las ocho en punto, y sus asistentes tienen que dejar temporalmente el entrenamiento para ayudarlos a ponerse el mawashi. Una vez que entran al salón, los sekitori son sistemáticamente bienvenidos por los demás luchadores de menor rango.
Al rededor de las once del mediodía, los luchadores se dirigen a las duchas por orden de rango descendente para que así los sekitori se beneficien de los baños más limpios. Cuando el entrenamiento de los sekitori alcanza su momento más álgido, los cocineros del establo empiezan a preparar la primera gran comida del día. Los luchadores consumen solamente dos comidas al día y al menos una de ellas involucra un plato hirviendo de chankonabe. En la mayoría de los establos, el grupo encargado de la cocina es supervisado por el luchador más experimentado de los rangos menores, el chanko-cho, a menudo referido cariñosamente como ojii-chan (おじいちゃん, literalmente "abuelo"). Los luchadores comen por turnos de acuerdo a su rango. La comida de cada luchador es servida por otro luchador de un rango más bajo en su división, siendo los sekitori los que comen de primero y los últimos los luchadores más nuevos y jóvenes. Los de rango más bajo, los cuales han estado levantados muy temprano y han realizado las tareas matutinas, deben esperar pacientemente con hambre hasta que los demás terminen y se hayan ido a sus habitaciones a tomar una siesta. Este régimen sin desayuno y con un almuerzo contundente seguido de una siesta, esta pensado para ayudar a los luchadores a ganar peso rápidamente y así competir de manera efectiva. Los luchadores de sumo también tienden a beber grandes cantidades de cerveza.

### Vestimenta y apariencia física
Los rikishi están sujetos a estrictos códigos tradicionales de vestimenta. A medida que avanzan en su carrera, los luchadores se van ganando el derecho de vestir ciertas prendas o accesorios, por lo que su apariencia es un indicador general de su rango. Los códigos de vestimenta de los luchadores han cambiado a través de los años. Antes del período Heian, los luchadores asistían al ring con una distintiva corona de flores para diferenciar a aquellos que fuesen del equipo este (flores alcea) y aquellos del equipo oeste (flores de calabaza). Esta práctica luego le heredó su nombre al hanamichi (花道, literalmente "camino de flores"), los dos pasillos por los cuales los luchadores entran al ring. Los luchadores también solían vestir una especie de taparrabo holgado similar a un fundoshi, llamado tosagi.
Hoy en día, se espera que todos los luchadores tengan su cabello arreglado con un chonmage y además se vistan con ropa tradicional japonesa en todo momento cuando se encuentren en público. Es común que los luchadores reciban sus vestimentas como un obsequio.
Los luchadores del jūryō o más arriba en la división, tienen el derecho a vestir prendas formales. Esto incluye el derecho a utilizar pantalones hakama y un kimono con blasón además de un haori (llamados montsuki kimono y montsuki haori respectivamente) unido con un himo, una cuerda trenzada.
En el makuuchi, los luchadores se pueden vestir con una "somenuki yukata". El somenuki (染抜き o 染め抜き, literalmente "sin teñir") es una técnica para remover el color teñido que puede ser adaptado a cualquier forma y es considerado como de alto rango a diferencia de solamente coser o bordar los símbolos a posteriori. La técnica luego le heredó el nombre a la vestimenta ya que los nombres de los luchadores aparecen con un color distinto al de la tela.
Durante los combates, los luchadores también se visten con un cinto distintivo (llamado mawashi) los cuales también están sujetos a diversas reglas dependiendo del rango del luchador. Dado que los colores se destiñen con el tiempo, también es muy fácil distinguir a un luchador de alto rango de otro con rango equivalente por el color de sus cintos, como por ejemplo los sekitori cuyo mawashi es amarillento mientras que los del makushita y más abajo ya esta desteñido por los años. 
En Tokio, los distritos en donde se encuentran los establos de sumo se han hecho con la especialidad de vender kimonos de talla extra grande adaptados al físico de los rikishi.
Los luchadores tienen derechos relacionados con sus vestimentas. Estos se van acumulando de la siguiente manera (desde sus inicios hasta los rangos más altos):
| Rangos                               | Rangos    | Vestimenta                                                                     | Cinturón Obi                                             | Calzado                                             | Accesorios                            | Mawashi |
| ------------------------------------ | --------- | ------------------------------------------------------------------------------ | -------------------------------------------------------- | --------------------------------------------------- | ------------------------------------- | --- |
| Luchadores en los rangos de toriteki | Jonokuchi | Yukata                                                                         | Cinturón obi de crepé o poliéster                        | Sandalias geta y descalzo                           | Nada                                  | En entrenamientos: de algodón color negro Durante los torneos: sagari de color (elegido por el luchador) insertado en el mawashi de entrenamiento             |
| Luchadores en los rangos de toriteki | Jonidan   | Yukata                                                                         | Cinturón obi de crepé o poliéster                        | Sandalias geta y descalzo                           | Nada                                  | En entrenamientos: de algodón color negro Durante los torneos: sagari de color (elegido por el luchador) insertado en el mawashi de entrenamiento             |
| Luchadores en los rangos de toriteki | Sandanme  | Kimono y un haori simple (solo para ocasiones oficiales)                       | Cinturón obi de crepé o poliéster                        | Sandalias setta esmaltadas y calcetines tabi negros | Nada                                  | En entrenamientos: de algodón color negro Durante los torneos: sagari de color (elegido por el luchador) insertado en el mawashi de entrenamiento             |
| Luchadores en los rangos de toriteki | Makushita | Manto hecho a mano y bufanda                                                   | Cinturón obi de seda con diseño en patrones (hakata-ori) | Sandalias setta esmaltadas y calcetines tabi negros | Sombrilla de papel-aceite y pañoleta. | En entrenamientos: de algodón color negro Durante los torneos: sagari de color (elegido por el luchador) insertado en el mawashi de entrenamiento             |
| Luchadores en los rangos de sekitori | Jūryō     | Haori con blasón (llamado montsuki-haori) y pantalones hakama                  | Cinturón obi de seda con diseño en patrones (hakata-ori) | Sandalias setta de tatami y calcetines tabi blancos | Sombrilla de papel-aceite y pañoleta. | En entrenamientos: de algodón color blanco Durante los torneos: mawashi de seda colorido, conocido como shimekomi y sagari endurecidos con pegamento de alga. |
| Luchadores en los rangos de sekitori | Makuuchi  | Yukata al estilo somenuki con el nombre del luchador y un diseño personalizado | Cinturón obi de seda con diseño en patrones (hakata-ori) | Sandalias setta de tatami y calcetines tabi blancos | Sombrilla de papel-aceite y pañoleta. | En entrenamientos: de algodón color blanco Durante los torneos: mawashi de seda colorido, conocido como shimekomi y sagari endurecidos con pegamento de alga. |

La Asociación Japonesa de Sumo también tiene la potestad de regular la apariencia física de sus luchadores. Se espera que los rikishi se dejen crecer el cabello lo suficientemente largo como para poder arreglarlo con un chonmage, una coleta similar al que usaban los samurai en el período Edo. Los luchadores jóvenes utilizan una versión simplificada, mientras que los luchadores en los divisiones más altas (jūryō y makuuchi) se lo arreglan en una versión elaborada llamado ōichōmage (大銀杏髷, literalmente "coleta hoja de ginkgo) el cual se parece a las hojas del árbol de ginkgo.
Los estatutos de la asociación estipulan que los luchadores "deben mantener sus cuerpos aseados". Por esta razón, la Asociación Japonesa de Sumo ha vetado el uso de barbas desde el 2019, aludiendo que hace que los luchadores tengan un apariencia muy sucia. Solía ser común que los luchadores se permitieran crecer una barba muy corta durante los torneos por pura superstición, ya que estos tenían el temor de que afeitarse durante una buena racha de victorias les atraería mala suerte y los haría perder. Sin embargo, aun se permite que los luchadores se dejen crecer las patillas. Similarmente, se espera que los luchadores se corten las uñas lo bastante cortas y que además no utilicen tatuajes, estos últimos prohibidos tajantemente.

### Salario
Los luchadores de sumo profesionales solo empezaron a recibir sus pagos de acuerdo a un sistema de salarios a partir de mayo de 1957. Solo los luchadores que están dentro de la división jūryō o más arriba reciben un salario mensual. Los luchadores que se encuentran por debajo de estos rangos no reciben un salario mensual pero si le son permitidos una subvención bastante modesta durante los torneos. La compensaciones pagadas a los luchadores de rangos menores varía de acuerdo a su rango. En adición, el salario que reciben los sekitori también varía dependiendo de la división y el rango en el cual compiten. Además, los luchadores de sumo disfrutan de un régimen tributario bastante favorable. Por ejemplo, estos están exentos de pagar impuestos con los obsequios en efectivo que reciben de sus patrocinadores individuales, sin embargo, el dinero que reciben de sus patrocinadores corporativos si están sujetos al pago de impuestos. Estos también disfrutan de cierta flexibilidad concernientes a las leyes tributarias de Japón, lo cual significa que los luchadores no pagan tantos impuestos para el salario que reciben a diferencia de una persona que no esta involucrada en el mundo del sumo profesional.
Sin embargo, comparado con otros deportes populares en Japón, particularmente el béisbol, el sumo profesional parece pagarle a sus atletas con salarios bastante pobres, estando fijados en un máximo de ¥36 millones de yenes anuales entre el mismo salario y los bonos adicionales, mientras que en otros deportes los atletas pueden ganar fácilmente más de ¥100 millones de yenes anuales. De acuerdo con los exluchadores Gagamaru y Tochinoshin, el yokozuna Hakuhō (el luchador más exitoso en la historia del sumo profesional) llegó a ganar al rededor de ¥100 millones de yenes al año (aproximadamente $646.840 dólares o €607.200 euros para abril de 2024) durante su etapa activa, incluyendo los bonos. En adición, en el sumo profesional no existe tal cosa como un fondo de pensiones. Los luchadores dependen casi exclusivamente de las ganancias generadas por su éxito en el ring.
Los luchadores que no son sekitori reciben una subvención durante los torneos de la siguiente manera:
- Makushita: ¥165 mil yenes (aproximadamente $1.135 dólares o €994 euros)
- Sandanme: ¥110 mil yenes (aproximadamente $756 dólares o €701 euros)
- Jonidan: ¥88 mil yenes (aproximadamente $605 dólares o €561 euros)
- Jonokuchi: ¥77 mil yenes (aproximadamente $529 dólares o €491 euros)

Desde el torneo de enero de 2019, el salario mensual de los luchadores en las dos divisiones más altas son:
- Yokozuna: ¥3 millones de yenes (aproximadamente $26.500 dólares o €19 mil euros)
- Ōzeki: ¥2,5 millones de yenes (aproximadamente $22 mil dólares o €16 mil euros)
- Sekiwake y Komusubi: ¥1,8 millones de yenes (aproximadamente $16 mil dólares o €11.500 euros)
- Maegashira: ¥1,4 millones de yenes (aproximadamente $12.500 dólares o €9 mil euros)
- Jūryō: ¥1,1 millones de yenes (aproximadamente $9.500 dólares o €7 mil euros)

En adición al salario básico, los luchadores con rango de sekitori también reciben bonos adicionales, llamados mochikyūkin, seis veces al año (uno en cada torneo, o basho) basado en el rendimiento acumulado durante su carrera hasta la fecha. Antes del establecimiento de los salarios, los luchadores eran pagados casi exclusivamente de acuerdo a este sistema. Los luchadores en las divisiones más bajas ganaban tres yenes por cada victoria y cincuenta yenes por cada kachi-koshi (racha de victorias), y la cantidad de dinero recibida aumentaba en la medida que estos alcanzaban posiciones más altas en la jerarquía. Varios bonos adicionales se fueron añadiendo con el tiempo para premiar cada promoción, campeonato y kinboshi. En la actualidad, los mochikyūkin continúan siendo registrados y pagados como un complemento al salario básico, y las cantidades recibidas han sido recalculadas.
El yokozuna recibe una subvención adicional cada dos torneos asociado con la creación del nuevo cinturón tsuna utilizado durante su ceremonia de entrada al ring. Los luchadores que están dentro de la categoría san'yaku también reciben bonos. Además, un premio en dinero es otorgado al ganador de cada campeonato de división el cual varía desde ¥100 mil yenes para una victoria de un jonokuchi hasta ¥10 millones de yenes para una victoria en las divisiones más altas. En adición a los premios de campeonato, los luchadores en las divisiones más altas que hayan tenido un rendimiento excepcional a los ojos del panel de jueces, también pueden recibir uno o más de tres premios especiales (sanshō), los cuales tienen un valor de ¥2 millones de yenes cada uno.
Los combates individuales en las divisiones más altas también pueden ser patrocinados por empresas, en este caso, el premio en dinero otorgado al luchador ganador se llama kenshōkin. Para los combates que involucran al yokozuna y al ōzeki, el número de patrocinadores puede llegar a ser bastante grande, mientras que para los combates en los rangos bajos los patrocinios son casi inexistentes a menos que un luchador sea particularmente popular, o a menos que una empresa tenga una política de patrocinar todos sus combates. Para 2019, el patrocinio individual tiene un precio de ¥70 mil yenes, con ¥60 mil yenes otorgados directamente al luchador ganador y ¥10 mil yenes repartidos en la Asociación Japonesa de Sumo para cubrir costos y honorarios. Inmediatamente después del combate, el ganador recibe un sobre del gyōji (árbitro) con la mitad de su parte del patrocinio, mientras que la otra mitad es colocada en un fondo particular para su retiro.

### Elrikishi-kai
La cuestión de los salarios de los luchadores de sumo profesionales conllevó a la creación, tras el incidente Shunjuen, de un club o gremio de luchadores llamado el rikishi-kai (力士会, literalmente "asociación de luchadores de sumo"). Solo los luchadores asalariados pertenecen a este grupo. Tradicionalmente, los luchadores han utilizado un representante para enviar solicitudes de manera informal, particularmente con relación a los salarios, a los ancianos pertenecientes al gabinete de directores de la Asociación Japonesa de Sumo. La asociación no reconoce al rikishi-kai como un sindicato en el sentido estricto de la palabra. La relación entre el rikishi-kai y los directores de la asociación ha sido comparada frecuentemente con una relación entre un hijo que le pide dinero a sus padres. Es común que las demandas de los luchadores sean ignoradas, y que estos no eleven sus problemas a nivel mayor. En sus memorias, el ex-sekiwake Takamiyama escribió que durante las reuniones del rikishi-kai, los sekitori a veces bromeaban con llevar a cabo una huelga colectiva, pero que la acción en sí misma era raramente considerada.
Tradicionalmente, el rikishi-kai está representado por los luchadores de más alto rango, en especial el yokozuna, sin embargo, varios intermediarios entre la Asociación Japonesa de Sumo y el rikishi-kai han sido luchadores de bajo rango (como Fujinishiki y Aonosato). Desde el retiro del yokozuna Kakuryū en 2021, la presidencia del rikishi-kai ha quedado vacante hasta entonces.

### Castigos
Los estatutos de la Asociación Japonesa de Sumo estipulan ciertas medidas disciplinarias para sus luchadores. Están han sido objeto de cambios con el pasar del tiempo, principalmente en 2010, tras el surgimiento de los escándalos de arreglos de combates y apuestas. Hasta 2014, los castigos consistían de cinco niveles, a los cuales luego se le fue agregado un nivel "extraordinario" adicional. Los luchadores podían ser objeto de (yendo del más leve al más grave): reprimenda, reducción de salario, suspensión, degradación, y destitución. Una sanción extraordinaria adicional (la expulsión) fue eventualmente agregada junto a la destitución permitiéndole así a la asociación despedir a un luchador sin otorgarle ninguna pensión de retiro. La expulsión era la sanción más severa dentro de los estatutos disciplinarios. Esta requería que hubiese al menos tres cuartos de voto a favor por parte del gabinete de directores el cual en aquel momento estaba compuesto por los mismos directores, los tate-gyōji y también por el yokozuna y el ōzeki. Desde la fundación de la Asociación Japonesa de Sumo en 1925, ningún luchador ha sido expulsado de la asociación. Los únicos casos de expulsión registrados fueron en 1873, con los luchadores Koyanagi y Takasago. Tras el surgimiento de los escándalos de arreglos de combate en 2011, veintitrés luchadores fueron, sin embargo, expulsados de la asociación. Aunque esto marcó un hito histórico, la medida disciplinaria también enredó a la asociación en un disputa legal contra el exluchador Sōkokurai, este último sentando un precedente en la historia de la asociación al haber atacado y después haber ganado la disputa en contra de la asociación siendo luego restituido.
En enero de 2014, la asociación cambió su forma legal a la de una Fundación de Interés Público Incorporado (Public Interest Incorporated Foundation), y los estatutos disciplinarios fueron enmendados, removiendo así la sanción de expulsión y cambiándola por una recomendación de retiro como la medida más severa tras la destitución. En 2018, la Asociación Japonesa de Sumo clarificó sus normas disciplinarias, estableciendo un sistema para incrementar las penalizaciones de acuerdo al rango del luchador involucrado. En cuanto al tema de la violencia, si un yokozuna se viese involucrado en alguna situación grave, este sería entonces sujeto de una sanción prácticamente igual a la recomendación de retiro debido a su "responsabilidad social", un sekitori no recibirá sanciones menores a una suspensión, mientras que los luchadores del makushita normalmente corren el riesgo de recibir una suspensión a lo mucho, sin embargo, ya ha habido casos de luchadores del sandanme los cuales han recibido una recomendación de retiro.

## Retiro

### Ceremonias de retiro

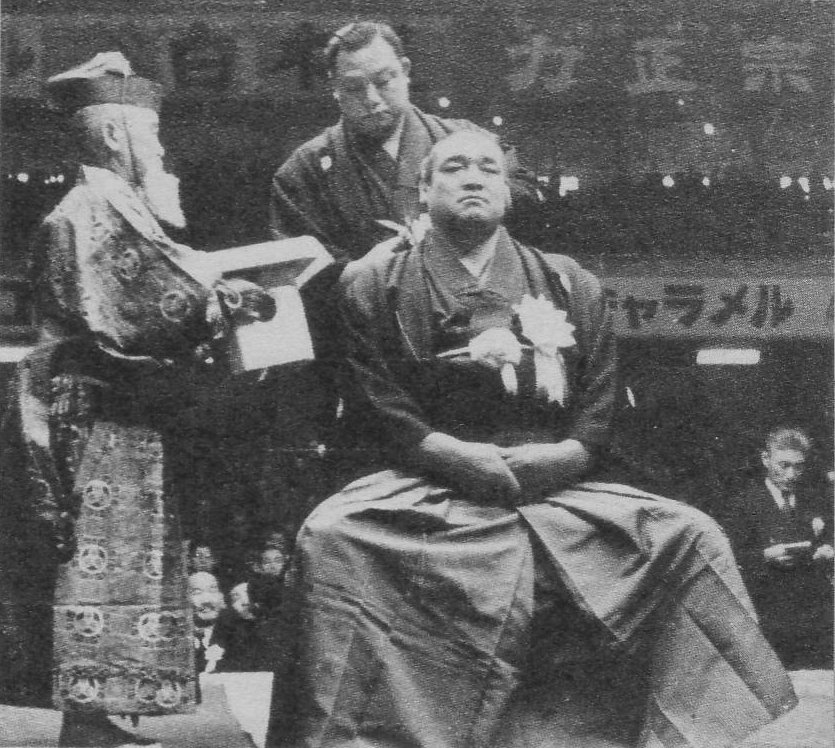
Ceremonia de retiro de Haguroyama (danpatsu shiki) en 1954.

Cuando un rikishi se retira como luchador activo, este, de manera simbólica, se corta su chonmage (coleta) para marcar el fin de su carrera, simbolizando su estatus tradicional de samurai así como también su carrera como luchador. El corte de su coleta es llevado a cabo en una ceremonia dedicada a este propósito llamado danpatsu-shiki (断髪式, literalmente "ceremonia de corte de cabello"), muchos meses antes de que el luchador incluso se haya retirado oficialmente.
La ceremonia comúnmente se lleva a cabo para marcar el retiro de un luchador, con los luchadores de bajo rango recibiendo una ceremonia más discreta realizada en las celebraciones al final de los torneos. Sin embargo, para los luchadores en las divisiones más altas, la ceremonia es realizada en la forma de un torneo de caridad, sin combates clasificados, con diferentes presentaciones relacionadas con las artes del sumo y con la participación de artistas prestigiosos. La ceremonia cierra con el corte de la coleta, donde los invitados del luchador (todos habiendo pagado una cuota simbólica de participación) van pasando uno por uno en sucesión para cortar solo unos cuantos mechones de cabello con unas tijeras bañadas en oro. Tradicionalmente, los últimos mechones que sostienen la coleta son cortados por el maestro del luchador retirado. También es costumbre que el luchador retirado se quede con su coleta ya cortada, la cual luego es guardada en un caja de madera o vidrio después de la ceremonia.
La ceremonia del danpatsu-shiki puede llevarse a cabo en cualquier lugar (y es común que se haga en hoteles), pero un luchador solo podrá tener su ceremonia en el Ryōgoku Kokugikan si este ha participado en al menos treinta torneos como un sekitori.

### Carrera pos-retiro

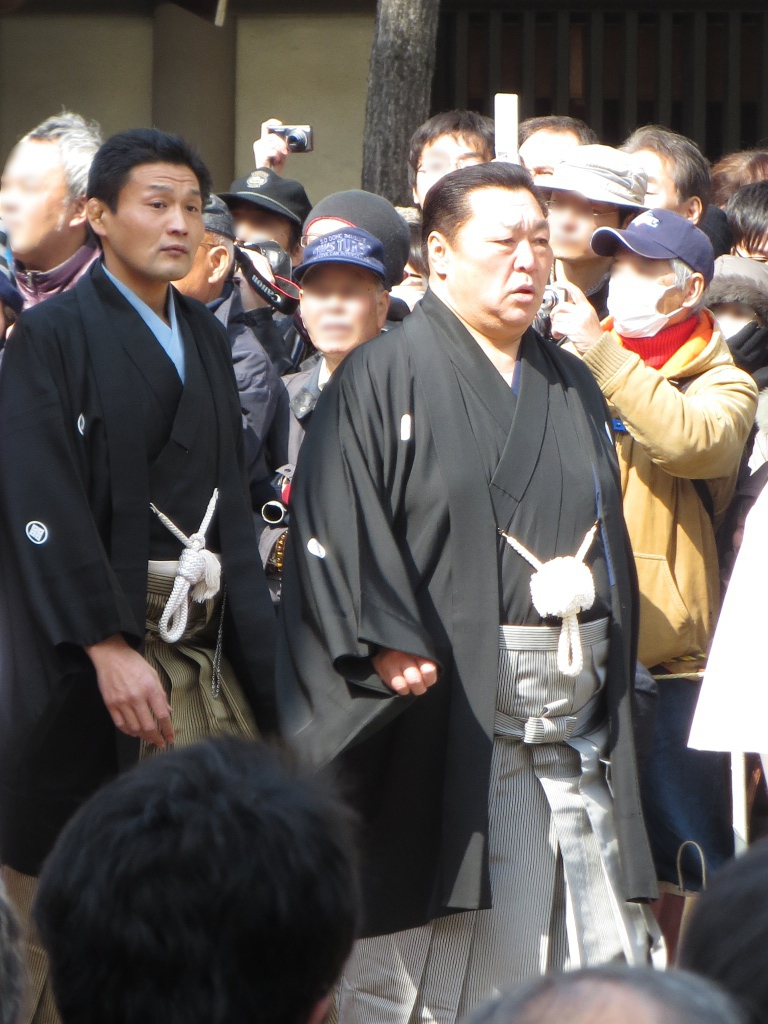
Los antiguos yokozuna Takanohana (izquierda) y Kitanoumi (derecha) como toshiyori, o ancianos (2013).

Los luchadores de sumo retirados pueden asumir ciertas responsabilidades dentro de la Asociación Japonesa de Sumo. Los luchadores que se convierten en ejecutivos son llamados toshiyori, o también conocidos como oyakata, traducido al español como "anciano" o "maestro". El convertirse en anciano le asegura al luchador retirado un cargo como uno de los ciento cinco entrenadores oficiales de la asociación, responsables no solo del entrenamiento de los luchadores si no también la administración de la institución.
Los requerimientos para convertirse en maestro están determinados por regulaciones: el yokozuna, el ōzeki, y los demás luchadores del san'yaku solo necesitan haber mantenido su rango durante un torneo para así poder ser considerados para el estatus de anciano. Los luchadores que hayan alcanzado el rango de maegashira deben haber mantenido su estatus durante veinte torneos, mientras que los luchadores del jūryō deben haberlo mantenido durante treinta torneos. El yokozuna y el ōzeki reciben un tratamiento especial por lo que estos pueden permanecer dentro de la asociación durante cinco años (yokozuna) y tres años (ōzeki) respectivamente, sin haber adquirido el estatus de anciano.
Los luchadores que hayan alcanzado el rango de makushita y que no hayan sido lo suficientemente activos en el jūryō pueden desempeñar funciones subordinadas dentro de la asociación con el título de wakamonogashira (若者頭) o sewanin (世話人). Estos luchadores retirados sirven como funcionarios de la asociación, comúnmente trabajando para sus antiguos establos o dentro del mismo ichimon (clan) asociado. A los wakamonogashira le son encomendadas la realización de los combates maezumō y la supervisión de los luchadores más jóvenes del makushita o más abajo. Los sewanin son los encargados del manejo del transporte y almacenamiento de los equipamientos de la asociación.

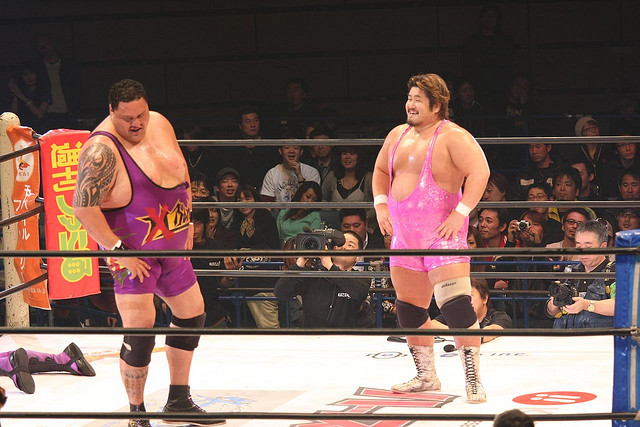
El ex-yokozuna Akebono (izquierda) después de su retiro y Yutaka Yoshie en Hustle (2008).

Sin embargo, la gran mayoría de los luchadores retirados no pueden optar permanecer dentro de la Asociación Japonesa de Sumo con algún cargo. Aquellos quienes corran con mucha suerte, pueden llegar a mantener su imagen pública y así convertirse en personalidades de televisión, comentaristas deportivos o actores. Muchos de ellos se ven involucrados en actividades sin ningún tipo relación al sumo y además sin experiencia profesional puesto que muchos llegaron a convertirse en luchadores antes de sus veinte años y no habían realizado ninguna otra actividad fuera del sumo. Todo esto hace que si situación sea muy compleja, ya que deben entrar en un mercado laboral bastante competitivo junto a otros empleados de su misma edad los cuales, a diferencia de ellos, si tienen experiencia laboral profesional. La mayoría de las veces, los luchadores retirados se encuentran sin ahorros porque estos no pudieron asegurar un salario al no haber alcanzado el rango de sekitori en las dos divisiones más altas. Si estos se han retirado debido a una lesión, la situación de encontrar trabajo por lo general se agrava aún más. Debido a que estos no tienen experiencia laboral alguna, la gran mayoría de los luchadores retirados que consiguen un trabajo también llegan a ganar muy poco en comparación a otras personas en su misma ocupación. Una parte de los luchadores retirados suelen conseguir trabajos en áreas relacionadas con la cocina o al trabajo físico, como por ejemplo servicios de comida, cuidado de personas mayores o entrenadores deportivos. La gran mayoría encuentra trabajo en restaurantes de chankonabe, poniendo en así en práctica las habilidades culinarias que aprendieron cuando preparaban sus comidas en los establos.
Algunos luchadores de sumo retirados han probado suerte al participar en competencias de artes marciales mixtas o lucha libre profesional, con cierto éxito parcial. De entre los luchadores de sumo que han participado en artes marciales mixtas se puede encontrar al ex-yokozuna Akebono Tarō, Alan Karaev, Baruto Kaito, Henry Armstrong Miller, Kōji Kitao, Ōsunaarashi Kintarō, Tadao Yasuda, Takanofuji Sanzō, Teila Tuli y Wakashoyo Shunichi.

## Números
El sumo profesional siempre ha tenido más luchadores activos durante los períodos de gran rivalidad entre campeones, habiendo registrado un número récord de nuevos aprendices para el examen de admisión en el año 1958, justo en el mejor momento de la era HakuHō (柏鵬時代), con doscientos cincuenta candidatos exitosos. En 1992, durante la cúspide de la rivalidad WakaTaka (若貴ブーム), ciento sesenta personas fueron reclutadas en marzo solamente. Al comienzo de los años noventa, las divisiones de sumo profesional contabilizaron cerca de novecientos rikishi, alcanzando un récord máximo de novecientos cuarenta y tres luchadores durante el torneo de mayo de 1994.
En la década de 2020, sin embargo, el sumo profesional ha venido teniendo problemas para poder conseguir nuevos reclutas. El número de novatos en el deporte nunca había sido tan bajo desde la introducción del sistema de seis torneos por año. A principios de 2020, el sumo profesional registró un declive de más del 30% en la cantidad de luchadores activos, alcanzando solo seiscientos sesenta y cinco competidores para 2022. En noviembre de 2023 se reveló que la cantidad total de reclutas jóvenes que realizaron los exámenes profesionales durante todo el año fue tan solo de cincuenta y tres, rompiendo así el récord anterior de cincuenta y seis reclutas que se convirtieron en profesionales tras el surgimiento de los escándalos de arreglos de combates de 2012. Para el primer torneo de 2024, el número de luchadores cayó aun más registrando un total de quinientos noventa y nueve, siendo la primera vez que la cantidad de luchadores ha quedado por debajo de los seiscientos competidores en más de 45 años (desde el torneo de marzo de 1979).
El declive en la cantidad de luchadores se ha debido en parte al gran número de escándalos que han surgido en la década de 2010, provocando que los jóvenes aspirantes se desalienten a involucrarse en un mundo manchado por las novatadas y la violencia. Esta caída en el número de luchadores también puede explicarse con la decreciente cantidad de luchadores amateurs que normalmente saltan al ámbito profesional, la cual se ha venido reduciendo drásticamente en estos últimos diez años. La disminución de la tasa de natalidad en Japón también ha sido citada como una de las razones por la cual el número de reclutas ha disminuido.
Dado que los estatutos de la Asociación Japonesa de Sumo incluyen el tener "un camino hacia el sumo [...] que mantenga un nivel de tradición y disciplina en constante crecimiento", muchos ven estas dificultades en el reclutamiento y mantenimiento de los luchadores como un ataque a la perpetuación de la historia tradicional del sumo.

## Rikishiextranjeros
El sumo profesional es practicado exclusivamente en Japón, pero también pueden participar luchadores de otras nacionalidades. Cualquier hombre joven que cumpla con los criterios establecidos por la Asociación Japonesa de Sumo puede aplicar para convertirse en un rikishi. Sin embargo, los aspirantes extranjeros deben poseer al menos dos recomendaciones con que apoyarse y una visa de trabajo. Cuando han sido registrados en lista de rikishi oficial de la Asociación Japonesa de Sumo, los luchadores extranjeros saldrán registrados por país y no por subdivisión territorial, es decir, sin prefectura de origen. La integración al mundo del sumo profesional suele ser difícil para los jóvenes reclutas extranjeros. La Escuela de Sumo no ofrece ningún tipo de traducción cuando estos forman parte de los cursos obligatorios. Para otorgarles las herramientas que estos necesitan para integrarse, la asociación requerirá de al menos un año entero de entrenamiento en vez de los reglamentarios seis meses aplicados a los reclutas japoneses, esto con el objetivo de enseñarle a los extranjeros los códigos culturales de Japón y además para que puedan aprender a hablar, leer y escribir en japonés fluidamente. Muchos extranjeros suelen rendirse debido a la nostalgia por el hogar. Aquellos quienes persisten encuentran muy difícil el integrarse a la vida en el establo, y particularmente a la dieta alta en calorías. El ex-yokozuna Akebono comentó que tuvo que olvidar los códigos y costumbres que había aprendido a lo largo de dieciocho años y reaprender todo para así poder adaptarse de manera efectiva a este nuevo estilo de vida.
Históricamente, el sumo profesional se fue abriendo a los extranjeros gradualmente desde los años sesenta en adelante. Antes de esta fecha, los extranjeros habían estado intentando unirse al sumo profesional sin éxito alguno. Unos de los primeros intentos registrados de un extranjero queriéndose unir al sumo profesional fue cerca del año 1885, cuando el maestro de establo Urakaze fue contactado por un luchador estadounidense con intenciones de formar parte de su establo, sin embargo, este no logró aplicar debido a que los estatutos de la asociación en aquel momento no estipulaban que los extranjeros pudiesen competir como rikishi. Sin embargo, antes de esta fecha, el sumo profesional ya había estado reclutando luchadores no japoneses de manera esporádica, particularmente Ainus y Coreanos. Estos últimos no eran considerados puramente japoneses, pero eran referidos como de procedencia japonesa debido a que la isla de Hokkaido es la prefectura más septentrional de Japón y que Corea formaba parte del territorio japonés en aquel entonces. El primer luchador Ainu en alcanzar la división makuuchi fue Misogidori Yūji en 1966.

En los años treinta, el estadounidense-japonés Shōji Hiraga se convirtió en el primer extranjero en ser reconocido como tal en el banzuke. En los años cuarenta, el japonés-estadounidense, Toyonishiki, y el coreano Rikidōzan alcanzaron el estatus de sekitori antes de la Segunda Guerra Mundial, pero ninguno de los dos fue listado como extranjero. En los años setenta, al rededor de treinta luchadores extranjeros se unieron al sumo profesional. Muchos de ellos eran coreanos nacidos en Japón. La cabeza de este grupo de luchadores fue Maenoyama, el cual, a pesar de haber nacido en Osaka y pasar toda su vida en Japón, siempre fue referido como "El Coreano" por los medios japoneses. En adición, los extranjeros también han sido objeto de debate en cuanto a si estos pueden obtener el rango más alto en el sumo profesional, el yokozuna. Los comentadores más conservadores los han criticado argumentando que estos carecen del típico hinkaku japonés (品格); traducido vagamente como "dignidad" pero significando un balance entre la autoconfianza, el auto entendimiento y el autocontrol.

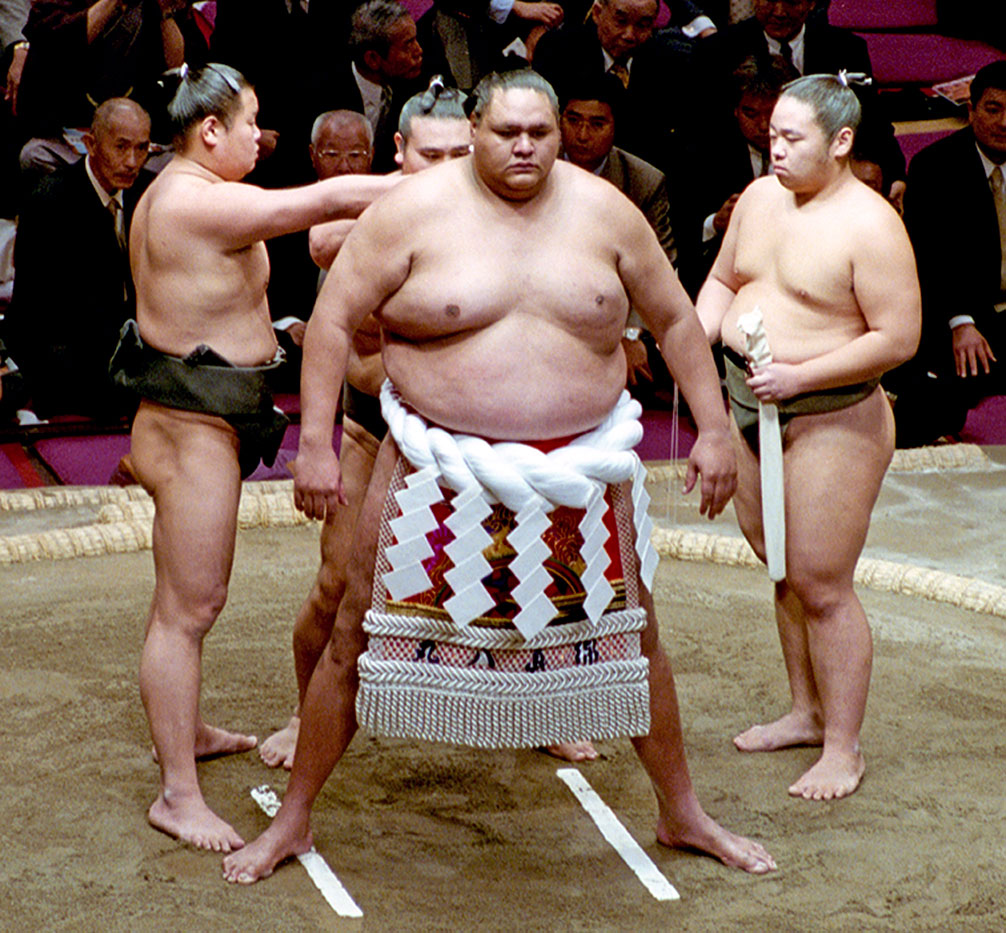
El estadounidense Akebono fue el primer rikishi extranjero en alcanzar el rango más alto en el sumo profesional, el yokozuna.

El primer no asiático en alcanzar un éxito significativo en el sumo profesional fue el hawaiano Takamiyama. Este alcanzó la división más alta en 1968 y en 1972 se convirtió en el primer extranjero en ganar el campeonato de dicha división, convirtiéndose también en el primer luchador extranjero en ser verdaderamente popular en todo Japón. Takamiyama fue seguido por su compatriota hawaiano Konishiki, de etnia samoana, el cual luego se convirtió en el primer extranjero en alcanzar el rango de ōzeki en 1987; más adelante, en 1993, el hawaiano nativo Akebono, se convirtió en el primer extranjero en alcanzar el rango más alto en el sumo profesional, el yokozuna. El luchador Musashimaru, nacido en la Samoa Estadounidense pero criado en Hawái, se convirtió en el segundo extranjero en alcanzar el yokozuna en 1999. A esta generación de luchadores extranjeros les fue dado el apodo de kurofune (黒船, literalmente "barcos negros"), en referencia a los barcos extranjeros que llegaron a Japón durante los siglos XVI y XIX.
Entre los años 2003 y 2014, los cuatro luchadores en alcanzar el rango de yokozuna fueron mongoles: Asashōryū, Hakuhō, Harumafuji y Kakuryū. En 2012, el mongol Kyokutenhō se convirtió en el luchador más viejo en la historia moderna en ganar un campeonato en la división más alta.
Varios luchadores provenientes de países de Europa Oriental como Georgia y Rusia también han encontrado el éxito en los niveles más alto del sumo. En 2005, Kotoōshū de Bulgaria se convirtió en el primer luchador nacido en Europa en alcanzar el rango de ōzeki y también el primero en ganar un campeonato en la división más alta.
La restricciones en cuanto al número de luchadores extranjeros permitidos dentro del sumo profesional empezaron en mayo de 1992, después de que la Heya Ōshima reclutase a seis luchadores mongoles al mismo tiempo. El nuevo director de la asociación de sumo en aquel entonces, Dewanoumi, anunció que estaba considerando limitar la cantidad de reclutas extranjeros por establo y también a nivel de toda la asociación. En aquel momento no hubo ninguna decisión oficial, pero los establos dejaron de reclutar extranjeros durante los próximos seis años. Esta restricción no oficial fue luego flexibilizada, permitiendo solo dos luchadores extranjeros por establo, hasta que el número total llegó a cuarenta. Entonces, en el año 2002, una política de un solo luchador extranjero por establo fue oficialmente adoptada, sin embargo la decisión no fue retroactiva por lo que los extranjeros reclutados antes del cambio no se vieron afectados. Esta decisión ha tenido ciertas críticas fundamentadas en el hecho de que la cultura japonesa, con sus siglos de antigüedad y matices xenófobos, esta acostumbrada a tratar a los luchadores extranjeros como gaijin (外人, literalmente "forastero" o "persona no japonesa"), sin importar su lugar de origen, reforzando la diferencia que los medios de comunicación hacen entre los luchadores extranjeros y los japoneses. Paradójicamente, todos los luchadores involucrados en el sumo profesional son tratados formalmente con equidad una vez se hayan unido a un establo, sin ninguna distinción o tratamiento especial para los extranjeros. El periodista deportivo John Gunning también propuso otra interpretación de la decisión, argumentando que esta regla no esta fundamentada en algún sentimiento racista si no que fue hecha para que los rikishi extranjeros pudiesen asimilarse dentro de la cultura del sumo. Este explicó que sin esta regla existirían por ejemplo establos solamente de luchadores hawaianos o mongoles y que estos no tendrían la oportunidad de acostumbrarse al idioma, por lo que la regla protege a la "cultura de los establos".
Originalmente, era posible que una vacante en un establo estuviese disponible si un luchador extranjero adquiría la ciudadanía japonesa. Esto ocurrió cuando Hisanoumi cambió su ciudadanía de Tonga por una japonesa a finales de 2006, permitiéndole a otro luchador tongano ocupar esa vacante. Sin embargo, el 23 de febrero de 2010 la Asociación Japonesa de Sumo anunció que había cambiado su definición de "extranjero" a "nacido en el extranjero" ('gaikoku shusshin'), significando que incluso los ciudadanos japoneses naturalizados serían considerados extranjeros si estos habían nacido fuera de Japón. La restricción de un luchador extranjero por establo también fue reconfirmada. Como la ley japonesa no reconoce las subcategorías de lo que es un ciudadano japonés, se destacó que este tratamiento único a los ciudadanos naturalizados podría ser ilegal dentro del marco legal japonés. En adición, desde 1976, todo extranjero que desee permanecer dentro de la Asociación Japonesa de Sumo tras su retiro deberá renunciar a su nacionalidad origen para convertirse en ciudadano japonés.
En julio de 2007, hubo diecinueve extranjeros en las dos divisiones más altas, lo cual significó un récord hasta entonces, siendo que por primera vez la gran mayoría de los luchadores del san'yaku eran de procedencia extranjera. En junio de 2022, veintiséis rikishi extranjeros procedentes de nueve países distintos fueron listados en el banzuke oficial.

## Percepción social
En Japón, los luchadores son percibidos como gigantes nobles, poseedores de una personalidad amable y una gran fuerza física. Durante la primera edad de oro del sumo a finales del período Edo, la imaginación de la colectividad japonesa desarrolló una imagen de los luchadores como individuos extraordinarios con apetitos excesivos y fuerza sobrehumana. Varias historias que reforzaban esta idea se fueron esparciendo por todo Japón como por ejemplo la del luchador Akashi el cual ayudaba a su padre granjero a levantar enormes rocas, la del luchador Tanikaze el cual separó a dos toros agarrándolos por los cuernos mientras peleaban o la del luchador Shiranui el cual levantó siete sacos de arroz repartidos sobre su cabeza y hombros para impresionar al oficial estadounidense Matthew C. Perry. Todas ellas se convirtieron en mitos populares y también han sido acreditadas como elementos biográficos de los propios luchadores, rodeándolos de un aura mitológica similar a la de los héroes clásicos.
Durante los años 1780, los luchadores se convirtieron en verdaderos íconos y muy pronto se empezaron a esparcir juegos de cartas y muñecos alusivos a ellos. Con el objetivo de generar ganancias aprovechando la popularidad del deporte, algunos individuos físicamente fuertes, llamados kanban-ōzeki (看板大関, literalmente "campeones de cartelera" o "ōzeki promocionales"), fueron introducidos durante uno o dos torneos como luchadores, sirviendo como una atracción sin la necesidad de tener habilidades de lucha reales. La producción y distribución de ilustraciones ukiyo-e que representaban a las figuras más populares del sumo también se volvió cada vez más común, con artistas como Utagawa Kunisada y Toyokuni, Hasegawa Sadanobu o Hiroshige ganando popularidad gracias a sus trabajos. Los kibyōshi (libros ilustrados) y los makura-e (ilustraciones eróticas) también fueron producidos en masa, con luchadores como sus figuras principales.
En tiempos más contemporáneos, los vínculos del sumo con los antiguos rituales de buena salud y buena cosecha aun siguen estando muy vigentes. Por ejemplo, aun sigue siendo tradición en Japón el preguntarle a un luchador para que cargue al bebe de una madre, esto con la creencia de que el niño crecerá fuerte y sano en el futuro. También sigue siendo tradición el vestir a los niños como luchadores de sumo para que las cualidades de estos últimos los influencien a ser mejores personas. También es costumbre que los espectadores de los combates traten de aproximarse los más cerca a los luchadores cuando estos se desplazan por el hanamichi (los dos caminos hacia el ring), para así poder tocarlos, con la creencia de que esto le atraerá buena suerte.
En un Japón el cual aun sigue siendo golpeado por numerosos desastres naturales, aun sigue siendo común que las comunidades locales soliciten la realización de ritos relacionados al sumo por los luchadores con la creencia de que esto disminuirá los efectos a largo plazo del desastre en cuestión.

## Efectos en la salud
En contraste con varios deportes en donde el ser gordo es visto como algo negativo, el sumo incentiva a la acumulación de grasa y masa muscular como arma de combate. Desde los años 2000, los estándares de aumento de peso se volvieron menos estrictos para intentar mejorar la salud de los luchadores. La Asociación Japonesa de Sumo se asegura de mantener la salud de todos sus luchadores llevando a cabo una revisión médica anual obligatoria. Los luchadores de sumo tienen una esperanza de vida de sesenta y cinco años, lo cual supone diez años menos que la esperanza de vida del hombre japonés promedio, esto es mayormente ocasionado por la dieta alta en calorías y el mismo deporte el cual con el tiempo va deteriorando el cuerpo del luchador. La principal preocupación de los luchadores, sin embargo, sigue siendo la de contraer un resfriado, gripe, u otra infección viral, las cuales son fácilmente transmitidas dentro del ambiente del heya (cuartel de entrenamiento), donde los dormitorios de los luchadores de bajo rango son lugares propensos para la diseminación de enfermedades. Esta facilidad de infección fue particularmente monitoreada de manera rigurosa durante el contexto de la pandemia de COVID-19 en 2020, generando numerosas preocupaciones acerca del número de luchadores que pudiesen verse afectados por el virus.

### Citas
1. ↑  «御相撲さん». Shogakukan (en japonés). Consultado el 7 de diciembre de 2023 – vía Kotobank encyclopedia.
2. ↑  Buckingham, 1994, p. 182.
3. ↑  Schilling, 1994, p. 3.
4. 1 2  Buckingham, 1994, p. 151.
5. ↑  Newton y Toff, 2000, p. 135.
6. 1 2 3 4 5 6 7 8 9 10  Kenrick, 1969, p. 41.
7. ↑  «力士りきし». Encyclopaedia Britannica (en japonés). Consultado el 4 de diciembre de 2023 – vía Kotobank encyclopedia.
8. 1 2  Cuyler, 1979, p. 17.
9. ↑  Cuyler, 1979, p. 21.
10. ↑  Cuyler, 1979, pp. 22-23.
11. 1 2  Cuyler, 1979, p. 34.
12. ↑  Cuyler, 1979, pp. 34-35.
13. ↑  Cuyler, 1979, p. 36.
14. ↑  Cuyler, 1979, p. 45.
15. 1 2 3  Kakuma, 1993, p. 14.
16. 1 2  Cuyler, 1979, p. 52.
17. 1 2  Cuyler, 1979, p. 57.
18. ↑  Kakuma, 1993, p. 16.
19. ↑  Cuyler, 1979, pp. 57-58.
20. ↑  Cuyler, 1979, p. 58.
21. ↑  Cuyler, 1979, pp. 58-59.
22. 1 2  Cuyler, 1979, p. 59.
23. 1 2 3  Cuyler, 1979, p. 60.
24. 1 2  Cuyler, 1979, p. 61.
25. ↑  Cuyler, 1979, p. 63.
26. 1 2  Cuyler, 1979, p. 64.
27. 1 2 3 4  Cuyler, 1979, p. 67.
28. ↑  Buckingham, 1994, p. 98.
29. 1 2 3 4 5  Cuyler, 1979, p. 76.
30. 1 2 3  Cuyler, 1979, p. 97.
31. ↑  Cuyler, 1979, pp. 75-76.
32. 1 2 3  Cuyler, 1979, p. 90.
33. ↑  Cuyler, 1979, p. 93.
34. ↑  Cuyler, 1979, p. 94.
35. ↑  Cuyler, 1979, pp. 95-96.
36. 1 2  Cuyler, 1979, p. 96.
37. ↑  Kakuma, 1993, p. 17.
38. 1 2  Cuyler, 1979, p. 100.
39. ↑  Cuyler, 1979, p. 98.
40. ↑  Cuyler, 1979, p. 108.
41. ↑  Cuyler, 1979, p. 110.
42. ↑  Cuyler, 1979, pp. 112-113.
43. 1 2 3  Cuyler, 1979, p. 115.
44. ↑  Cuyler, 1979, p. 116.
45. ↑  «戦後70年「大相撲と戦争」». Museo del Sumo (en japonés). Consultado el 3 de diciembre de 2023.
46. 1 2 3 4 5  Cuyler, 1979, p. 126.
47. ↑  Cuyler, 1979, pp. 137-138.
48. 1 2 3  Cuyler, 1979, p. 138.
49. ↑  Seales, Rebecca (1 de diciembre de 2017). «Inside the scandal-hit world of sumo». BBC News (en inglés). Archivado desde el original el 25 de septiembre de 2018. Consultado el 1 de octubre de 2018.
50. 1 2 3 4 5 6  Cuyler, 1979, p. 148.
51. ↑  Cuyler, 1979, p. 149.
52. ↑  Gunning, John (6 de marzo de 2024). «Sumo's popularity is booming. The recruitment of new pros is not.». The Japan Times. Archivado desde el original el 6 de marzo de 2024. Consultado el 6 de marzo de 2024. (requiere suscripción).
53. 1 2 3  Newton y Toff, 2000, p. 114.
54. 1 2 3 4 5 6  «特集 - 大相撲 力士になるには、どうするの？». NHK (en japonés). 14 de mayo de 2021. Consultado el 11 de diciembre de 2023.
55. ↑  «新弟子検査、体格基準を事実上撤廃 力士減少で». The Nikkei (en japonés). 28 de septiembre de 2023. Archivado desde el original el 29 de septiembre de 2023. Consultado el 14 de diciembre de 2023.
56. ↑  «大相撲新弟子検査の体格基準を事実上撤廃へ 力士減少で門戸開放». Sankei Shimbun (en japonés). 28 de septiembre de 2023. Archivado desde el original el 29 de septiembre de 2023. Consultado el 14 de diciembre de 2023.
57. ↑  «【相撲】新弟子検査の体格基準を撤廃へ 来年初場所から 力士数減少の打開が狙い». Sports Nippon (en japonés). 28 de septiembre de 2023. Archivado desde el original el 30 de septiembre de 2023. Consultado el 14 de diciembre de 2023.
58. ↑  Newton y Toff, 2000, pp. 114-115.
59. ↑  Hall, 1997, p. 17.
60. ↑  «新弟子検査の体格基準撤廃で運動能力テストが12年ぶり復活「小さくても強くなれる」小兵力士誕生に期待». Sports Nippon (en japonés). 19 de abril de 2024. Archivado desde el original el 19 de abril de 2024. Consultado el 19 de abril de 2024.
61. 1 2  Newton y Toff, 2000, p. 115.
62. ↑  «［知る国技］教習所». Yomiuri Shimbun (en japonés). 24 de septiembre de 2022. Consultado el 12 de octubre de 2024.
63. 1 2  «相撲教習所っていったい何なの？【大相撲中継キッズ】». Mainichi Shimbun (en japonés). 31 de octubre de 2023. Consultado el 14 de octubre de 2024.
64. ↑  «新十両・遠藤 初の関取＆相撲教習所生». Sports Nippon (en japonés). 31 de mayo de 2013. Consultado el 14 de octubre de 2024.
65. ↑  «"モンゴルの新怪物"逸ノ城 特権辞退「教習所通う」». Sports Nippon (en japonés). 18 de abril de 2014. Consultado el 14 de octubre de 2024.
66. ↑  «新十両昇進の落合が相撲教習所入所式に出席 関取として入所するのは過去に例なく». Nikkan Sports (en japonés). 26 de enero de 2023. Consultado el 14 de octubre de 2024.
67. ↑  Cuyler, 1979, pp. 138-139.
68. ↑  «［知る国技］付け出し». Yomiuri Shimbun (en japonés). 13 de septiembre de 2022. Consultado el 12 de octubre de 2024.
69. ↑  «幕下10枚目格と15枚目格の付け出し廃止を発表 スピード出世の最速記録更新は事実上不可能に». Nikkan Sports (en japonés). 28 de septiembre de 2023. Consultado el 28 de septiembre de 2023.
70. 1 2 3 4 5 6 7 8 9 10  Cuyler, 1979, p. 140.
71. 1 2  Buckingham, 1994, p. 41.
72. ↑  Hall, 1997, p. 34.
73. ↑  Schilling, 1994, p. 23.
74. 1 2  Gunning, John (18 de julio de 2019). «Sumo 101: Tsukebito». The Japan Times (en inglés). Consultado el 12 de octubre de 2024. (requiere suscripción).
75. ↑  Gunning, John (13 de noviembre de 2018). «Sumo 101: Nobori». The Japan Times (en inglés). Archivado desde el original el 12 de abril de 2021. Consultado el 2 de septiembre de 2024. (requiere suscripción).
76. ↑  «［知る国技］タオル». Yomiuri Shimbun (en japonés). 21 de julio de 2023. Consultado el 12 de octubre de 2024.
77. ↑  «［知る国技］座布団». Yomiuri Shimbun (en japonés). 16 de septiembre de 2022. Consultado el 12 de octubre de 2024.
78. ↑  «［知る国技］支度部屋». Yomiuri Shimbun (en japonés). 19 de julio de 2023. Consultado el 12 de octubre de 2024.
79. 1 2  Gunning, John (20 de enero de 2019). «Sumo 101: Akeni». The Japan Times (en inglés). Consultado el 12 de octubre de 2024. (requiere suscripción).
80. 1 2 3 4 5  Cuyler, 1979, p. 143.
81. ↑  Newton y Toff, 2000, p. 17.
82. ↑  Schilling, 1994, p. 25.
83. ↑  Kenrick, 1969, p. 58.
84. 1 2 3  Cuyler, 1979, p. 139.
85. 1 2  Newton y Toff, 2000, p. 112.
86. 1 2 3  Cuyler, 1979, p. 141.
87. 1 2 3 4  Cuyler, 1979, p. 142.
88. 1 2 3  «Becoming a Sumo Wrestler». Discovery Channel. Archivado desde el original el 31 de agosto de 2005. Consultado el 18 de noviembre de 2005.
89. ↑  Gunning, John (23 de noviembre de 2018). «Sumo 101: Wrestlers' clothing and footwear». The Japan Times (en inglés). Archivado desde el original el 15 de abril de 2022. Consultado el 5 de diciembre de 2023. (requiere suscripción).
90. 1 2  Cuyler, 1979, p. 37.
91. ↑  Buckingham, 1994, p. 77.
92. ↑  Buckingham, 1994, p. 218.
93. 1 2 3  Buckingham, 1994, p. 110.
94. ↑  Buckingham, 1994, pp. 75-76.
95. 1 2  Buckingham, 1994, p. 119.
96. 1 2 3  «相撲用語集 - 着物». Asociación Japonesa de Sumo (en japonés). Consultado el 11 de diciembre de 2023.
97. ↑  «染抜き». The Japanese Dictionary (en japonés). Consultado el 5 de diciembre de 2023 – vía Kotobank encyclopedia.
98. ↑  Buckingham, 1994, p. 129.
99. 1 2  Buckingham, 1994, p. 104.
100. ↑  Buckingham, 1994, p. 152.
101. ↑  Hall, 1997, pp. 31-37.
102. ↑  «処遇についての違いを説明したいと思います». Heya Takadagawa (en japonés). 22 de noviembre de 2014. Consultado el 11 de diciembre de 2023.
103. 1 2 3  «Wrestlers must shave beards to prevent audience discomfort». Asahi Shimbun. 27 de febrero de 2019. Archivado desde el original el 9 de febrero de 2022. Consultado el 17 de mayo de 2024.
104. 1 2  «相撲協会、験担ぎのひげ禁止に 「汚い」「見苦しい」». Asahi Shimbun (en japonés). 26 de febrero de 2019. Archivado desde el original el 2 de marzo de 2019. Consultado el 17 de mayo de 2024.
105. 1 2 3 4 5 6 7  Cuyler, 1979, p. 157.
106. 1 2 3 4  Brasor, Philip; Tsubuku, Masako (20 de junio de 2010). «Who pays for sumo?». The Japan Times (en inglés). Archivado desde el original el 9 de mayo de 2021. Consultado el 13 de diciembre de 2023. (requiere suscripción).
107. 1 2 3 4 5  Kitade Koichi (24 de junio de 2020). «特集 - 力士の給与っていくらなの？». NHK (en japonés). Consultado el 12 de diciembre de 2023.
108. ↑  «【大相撲】力士の給料は少なすぎる？ 臥牙丸氏＆栃ノ心氏が力説「もっと高くてもいい」». Tokyo Sports (en japonés). 16 de abril de 2024. Consultado el 17 de abril de 2024.
109. 1 2  Kenrick, 1969, p. 122.
110. ↑  «１８年ぶりに関取の給与を増額 日本相撲協会理事会». Sankei Shimbun (en japonés). 29 de noviembre de 2018. Archivado desde el original el 28 de mayo de 2019. Consultado el 3 de diciembre de 2018.
111. 1 2 3 4 5  Cuyler, 1979, p. 158.
112. 1 2  «秋場所から懸賞金額アップ、手取り変わらず積立金↑». Nikkan Sports (en japonés). 30 de mayo de 2019. Archivado desde el original el 7 de agosto de 2020. Consultado el 22 de julio de 2020.
113. 1 2 3 4 5  Kenrick, 1969, p. 120.
114. 1 2 3  Kuhaulua, Jesse (1973). Takamiyama: the world of sumo [Takamiyama: El mundo del sumo] (en inglés). Kodansha America, Inc. p. 41. ISBN 0870111957.
115. ↑  Kenrick, 1969, pp. 120-121.
116. ↑  «１年ぶりに力士会開催 尾車事業部長の講話も». Sankei Shimbun (en japonés). 25 de diciembre de 2021. Archivado desde el original el 25 de diciembre de 2021. Consultado el 14 de diciembre de 2023.
117. ↑  «北青鵬 "暴力"で引退勧告 宮城野親方は降格の処分案まとめる». NHK (en japonés). 22 de febrero de 2024. Consultado el 12 de junio de 2024.
118. 1 2  «日本相撲協会の処分とは». Nikkei Shimbun. 28 de junio de 2010. Consultado el 12 de junio de 2024.
119. ↑  «日本相撲協会の除名とはどんな処分？». Nikkan Sports (en japonés). 22 de junio de 2010. Consultado el 12 de junio de 2024.
120. ↑  Gunning, John (2 de octubre de 2019). «Naturalized Sokokurai fought for JSA return». The Japan Times (en inglés). Archivado desde el original el 24 de octubre de 2020. Consultado el 12 de junio de 2024. (requiere suscripción).
121. 1 2  «日本相撲協会の処分は７項目 厳重注意は該当せず». Nikkan Sports (en japonés). 24 de abril de 2019. Consultado el 12 de junio de 2024.
122. 1 2  «日本相撲協会、暴力に対する規定と処分を発表 番付に応じて処分が重く». Sports Hochi (en japonés). 19 de diciembre de 2018. Consultado el 12 de junio de 2024.
123. 1 2 3 4  Gunning, John (19 de junio de 2019). «Retirement ceremonies often full of emotion». The Japan Times (en inglés). Archivado desde el original el 20 de junio de 2019. Consultado el 14 de diciembre de 2023. (requiere suscripción).
124. 1 2 3  Gunning, John (17 de enero de 2019). «Sumo 101: Retirement ceremonies». The Japan Times (en inglés). Archivado desde el original el 3 de febrero de 2019. Consultado el 14 de diciembre de 2023. (requiere suscripción).
125. ↑  Hall, 1997, p. 94.
126. ↑  Nagao, Shūhei. «お相撲さんが断髪式で切った髪はどうするのですか？». TBS Sport series (en japonés). (Entrevista) (Tokyo Broadcasting System). Consultado el 25 de enero de 2025.
127. ↑  «「第46代横綱朝潮太郎記念館」落成式 徳之島町井之川». Amami Shimbun (en japonés). 4 de noviembre de 2023. Consultado el 25 de enero de 2025.
128. ↑  «「引退相撲」と「断髪式」はどう違う？ 力士は全員、国技館で引退相撲ができる？ Ｑ＆Ａで回答». Nikkan Sports (en japonés). 28 de mayo de 2022. Archivado desde el original el 27 de mayo de 2022. Consultado el 14 de diciembre de 2023.
129. 1 2 3 4 5 6 7  Kitade Koichi (6 de julio de 2021). «特集 - 大相撲の力士をやめたらどうなるの？». NHK (en japonés). Consultado el 16 de diciembre de 2023.
130. ↑  Buckingham, 1994, p. 26.
131. ↑  Buckingham, 1994, p. 101.
132. ↑  Buckingham, 1994, p. 208.
133. ↑  Buckingham, 1994, p. 161.
134. 1 2 3 4 5  Katsuhiro Nishio (4 de junio de 2018). «相撲界のセカンドキャリア整備を。 学生力士たちが公務員と迷う現状。». Number (en japonés). Archivado desde el original el 7 de mayo de 2020. Consultado el 18 de diciembre de 2023.
135. 1 2  «Life after sumo: retired wrestlers fight for new careers». France 24 (en inglés). 29 de abril de 2022. Archivado desde el original el 29 de abril de 2022. Consultado el 20 de diciembre de 2023.
136. 1 2  «SUMO/ Agency helps retired wrestlers 'except lucky few' plan next career». Asahi Shimbun (en inglés). 1 de febrero de 2022. Archivado desde el original el 5 de febrero de 2022. Consultado el 20 de diciembre de 2023.
137. 1 2 3  Fusako Taneichi (21 de enero de 2022). «ＦＰになった元力士「引退後のキャリア」の作り方». Mainichi Shimbun (en japonés). Archivado desde el original el 24 de enero de 2022. Consultado el 19 de diciembre de 2023. (requiere suscripción).
138. ↑  Cezary Jan Strusiewicz (4 de julio de 2017). «From Chonmage to Chokeholds: Baruto Kaito talks life after sumo». Metropolis. Archivado desde el original el 10 de julio de 2017. Consultado el 20 de diciembre de 2023.
139. ↑  «「大相撲は続いていかない」新弟子の減少に歯止めかからず 30年前の若貴ブーム時代の４分の１». Nikkan Sports (en japonés). 19 de abril de 2023. Archivado desde el original el 21 de abril de 2023. Consultado el 14 de diciembre de 2023.
140. 1 2 3 4  Kensuke Suzuki (26 de enero de 2022). «SUMO/ Sport banks on family ties, new stablemasters to wrestle decline». Asahi Shimbun (en inglés). Archivado desde el original el 27 de enero de 2022. Consultado el 14 de diciembre de 2023.
141. 1 2 3  «【初場所新番付】少子化の影響？力士数が約45年ぶりに500人台 最盛期から４割落ち込み». Nikkan Sports (en japonés). 25 de diciembre de 2023. Archivado desde el original el 25 de diciembre de 2023. Consultado el 25 de diciembre de 2023.
142. 1 2  «大相撲の新弟子、八百長問題が発覚後の１２年の５６人を下回り過去最少». Yomiuri Shimbun (en japonés). 6 de noviembre de 2023. Archivado desde el original el 7 de noviembre de 2023. Consultado el 14 de diciembre de 2023.
143. 1 2  Kuniyuki Kamimura (19 de noviembre de 2023). «Sumo in Crisis as Dwindling Number of Wrestlers Forces Body to Knock Over Tradition». Yomiuri Shimbun (en inglés). Archivado desde el original el 27 de noviembre de 2023. Consultado el 14 de diciembre de 2023.
144. ↑  Buckingham, 1994, p. 116.
145. ↑  «鍛え・学び・食べる…教習所体験、肌で知った大相撲». The Nikkei (en japonés). 27 de octubre de 2014. Consultado el 14 de octubre de 2024.
146. ↑  Schilling, 1994, p. 22.
147. 1 2  Schilling, 1994, p. 72.
148. ↑  Hall, 1997, p. 10.
149. 1 2 3 4  Kenrick, 1969, p. 131.
150. 1 2 3 4  Hall, 1997, p. 16.
151. ↑  Kenrick, 1969, pp. 130-131.
152. ↑  Cuyler, 1979, p. 127.
153. 1 2  Schilling, 1994, p. 38.
154. 1 2  Mark Buckton (23 de enero de 2007). «Numbers break records, character creates legends». The Japan Times (en inglés). Archivado desde el original el 4 de febrero de 2008. Consultado el 5 de diciembre de 2023. (requiere suscripción).
155. ↑  Schilling, 1994, p. 114.
156. ↑  Cuyler, 1979, pp. 127-128.
157. ↑  Schilling, 1994, p. 52.
158. 1 2 3  Hall, 1997, p. 15.
159. ↑  «Pioneering sumo great Konishiki marks 40 years in Japan». Mainichi Shimbun (en inglés). 23 de junio de 2022. Archivado desde el original el 2 de junio de 2023. Consultado el 20 de diciembre de 2023.
160. ↑  Schilling, 1994, p. 115.
161. ↑  «U.S. sumo wrestler Akebono promoted to grand champion». United Press International (en inglés). 26 de enero de 1993. Consultado el 20 de diciembre de 2023.
162. ↑  «Mongolians running amok in sumo». Reuters (en inglés). 9 de agosto de 2007. Consultado el 20 de diciembre de 2023.
163. ↑  «Last man standing: how Mongolians came to dominate sumo, Japan's national sport». South China Morning Post. 18 de diciembre de 2021. Archivado desde el original el 9 de enero de 2022. Consultado el 20 de diciembre de 2023.
164. ↑  «Kyokutenho beats Tochiozan for title». The Japan Times (en inglés). 21 de mayo de 2012. Archivado desde el original el 25 de octubre de 2012. Consultado el 20 de diciembre de 2023. (requiere suscripción).
165. ↑  «Bulgarian ozeki Kotooshu first European to win Emperor's Cup». The Japan Times (en inglés). 25 de mayo de 2008. Archivado desde el original el 27 de mayo de 2008. Consultado el 20 de diciembre de 2023. (requiere suscripción).
166. 1 2  Hironobu Murakoso (29 de junio de 2022). «ハワイからモンゴルへ 多様なルーツ持つ外国出身力士の軌跡». Mainichi Shimbun (en japonés). Archivado desde el original el 29 de junio de 2022. Consultado el 5 de diciembre de 2023. (requiere suscripción).
167. 1 2 3  Hiroyuki Tai (25 de noviembre de 2005). «Foreign sumo aspirants' numbers kept in check by stable quota policy». The Japan Times (en inglés). Archivado desde el original el 14 de octubre de 2007. Consultado el 5 de diciembre de 2023. (requiere suscripción).
168. 1 2  Buckingham, 1994, p. 66.
169. 1 2  Josh K. (10 de marzo de 2018). «"It's not a sport. It's a lifestyle." A Conversation with John Gunning – Part 3». Tachiai. Consultado el 28 de diciembre de 2020.
170. ↑  Arudou, Debito (2 de marzo de 2010). «Sumo body deserves mawashi wedgie for racist wrestler ruling». The Japan Times (en inglés). Archivado desde el original el 8 de enero de 2019. Consultado el 14 de diciembre de 2023. (requiere suscripción).
171. ↑  «SUMO/ Foreigners wrestle with having to become Japanese citizens». Asahi Shimbun (en inglés). 24 de febrero de 2021. Archivado desde el original el 25 de febrero de 2021. Consultado el 20 de diciembre de 2023.
172. ↑  McCurry, Justin (3 de julio de 2007). «Last of the Sumo – Japanese youth turn their backs on gruelling sport of emperors». The Guardian (Reino Unido). Consultado el 8 de julio de 2007.
173. 1 2 3  Takada, Bunta (2 de marzo de 2018). «パワースポット的存在「お相撲さん」が角界危機救う». Nikkan Sports (en japonés). Archivado desde el original el 26 de octubre de 2022. Consultado el 29 de diciembre de 2024. (requiere suscripción).
174. ↑  Kenrick, 1969, pp. 41-42.
175. 1 2  Cuyler, 1979, p. 77.
176. ↑  Cuyler, 1979, p. 78.
177. 1 2  Buckingham, 1994, p. 205.
178. ↑  «力士の腕で赤子健やか». Yomiuri Shimbun (en japonés). 17 de marzo de 2023. Consultado el 18 de diciembre de 2024.
179. ↑  «赤ちゃん豊年土俵入り とは？». Santuario Mitoshi (en japonés). 3 de noviembre de 2024. Consultado el 18 de diciembre de 2024.
180. ↑  Suzuki, Takahiro (2018). «貴乃花問題で誰も触れない横綱のリアル寿命» [La esperanza de vida real del Yokozuna que nadie se atreve a mencionar en el asunto de Takanohana.]. Toyo Keizai.
181. 1 2  Hall, 1997, p. 93.
182. ↑  Hoshi, Akio; Inaba, Yutaka (1995). «Risk Factors for Mortality and Mortality Rate of Sumo Wrestlers.». Nippon Eiseigaku Zasshi (Japanese Journal of Hygiene) (en inglés) 50 (3): 730-736. ISSN 0021-5082. PMID 7474495. doi:10.1265/jjh.50.730.
183. ↑  Kanda, Hideyuki; Hayakawa, Takehito; Tsuboi, Satoshi; Mori, Yayoi; Takahashi, Teruna; Fukushima, Tetsuhito (2009). «Higher Body Mass Index is a Predictor of Death Among Professional Sumo Wrestlers». Journal of Sports Science & Medicine 8 (4): 711-712. ISSN 1303-2968. PMC 3761530. PMID 24137100.
184. ↑  Takashi Kishimoto (1 de marzo de 2020). «75年前もそうだった…『無観客』でも大相撲の根底は何も揺るがない!［記者の目］». Chunichi Sports (en japonés). Consultado el 11 de junio de 2024.